# Wereldkampioenschap voetbal 1998

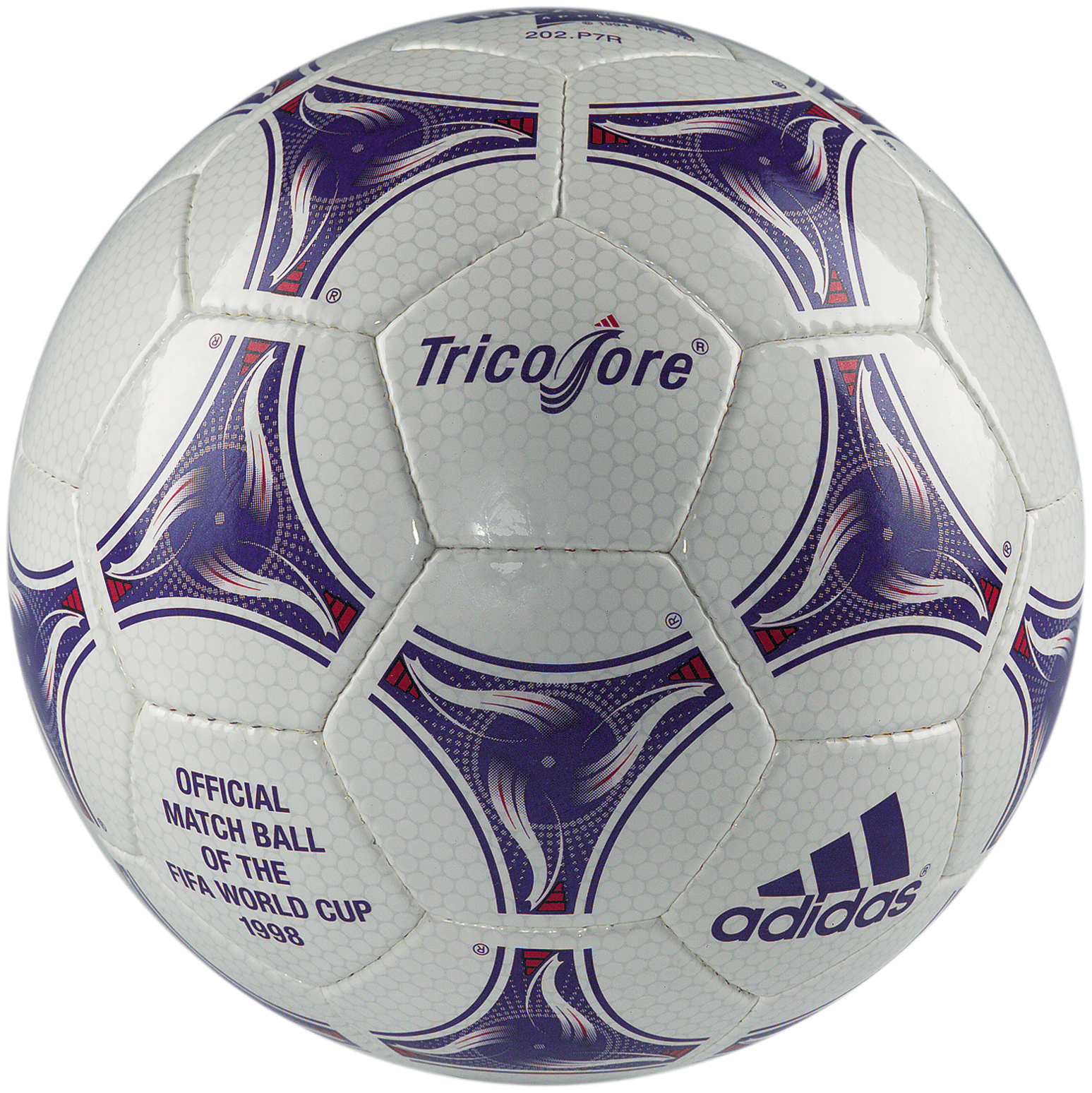
Tricolore (de bal)

Het FIFA wereldkampioenschap voetbal 1998 was de 16de editie van een internationale voetbalwedstrijd tussen de nationale mannenteams van landen die aangesloten zijn bij de FIFA. Frankrijk was gastheer, zoals zes jaar eerder, op 2 juli 1992, was besloten door de FIFA-vergadering. Aan de voorronden deden 170 landen mee, waaronder 32 debutanten. De loting voor de eindronde had plaats op 4 december 1997 in Marseille. Het toernooi zelf begon op 10 juni en eindigde op zondag 12 juli. Titelverdediger was Brazilië, dat vier jaar eerder in de Verenigde Staten de titel had gewonnen door Italië na strafschoppen te verslaan. Voor het eerst deden er 32 landen mee aan de eindronde, een besluit dat door de FIFA op 21 mei 1994 was genomen.
Frankrijk won het kampioenschap door in de finale Brazilië met 3-0 te verslaan, en veroverde zijn eerste wereldtitel. Twee jaar later tijdens Euro 2000 werd Frankrijk eveneens kampioen en was daarmee het eerste land dat ooit achtereenvolgens wereldkampioen en Europees kampioen is geworden.
In 2018 bekende Michel Platini, organisator van het WK 1998, dat de loting van het toernooi gemanipuleerd werd om ervoor te zorgen dat Frankrijk en Brazilië elkaar op zijn vroegst in de finale zouden treffen.

## Kwalificatie
| FIFA-lid         | Confederatie | Kwalificatie       | Kwal. datum       | Aantal dln. (inclusief 1998) | Dln. op rij | Eerste dln. | Laatste dln. | Titels (exclusief 1998) | Beste prestatie |
| ---------------- | ------------ | ------------------ | ----------------- | ---------------------------- | ----------- | ----------- | ------------ | ----------------------- | --------------- |
| Frankrijk        | UEFA         | Gastland           | 2 juli 1992       | 10e                          | 1           | 1930        | 1986         | 0                       | Winnaar         |
| Denemarken       | UEFA         | Winnaar groep 1    | 11 oktober 1997   | 2e                           | 1           | 1986        | 1986         | 0                       | Achtste finale  |
| Engeland         | UEFA         | Winnaar groep 2    | 11 oktober 1997   | 10e                          | 1           | 1950        | 1990         | 1                       | Winnaar         |
| Noorwegen        | UEFA         | Winnaar groep 3    | 6 september 1997  | 3e                           | 2           | 1938        | 1994         | 0                       | Groepsfase      |
| Oostenrijk       | UEFA         | Winnaar groep 4    | 11 oktober 1997   | 7e                           | 1           | 1934        | 1990         | 0                       | Derde           |
| Bulgarije        | UEFA         | Winnaar groep 5    | 10 september 1997 | 7e                           | 2           | 1962        | 1994         | 0                       | Vierde          |
| Spanje           | UEFA         | Winnaar groep 6    | 11 oktober 1997   | 10e                          | 6           | 1934        | 1994         | 0                       | Vierde          |
| Nederland        | UEFA         | Winnaar groep 7    | 11 oktober 1997   | 6e                           | 3           | 1934        | 1994         | 0                       | Tweede          |
| Roemenië         | UEFA         | Winnaar groep 8    | 18 augustus 1997  | 7e                           | 3           | 1930        | 1994         | 0                       | Kwartfinale     |
| Duitsland        | UEFA         | Winnaar groep 9    | 11 oktober 1997   | 14e                          | 12          | 1934        | 1994         | 3                       | Winnaar         |
| Schotland        | UEFA         | Beste nummer 2     | 11 oktober 1997   | 8e                           | 1           | 1954        | 1990         | 0                       | Groepsfase      |
| Italië           | UEFA         | Winnaar Play-off   | 15 november 1997  | 14e                          | 10          | 1934        | 1994         | 3                       | Winnaar         |
| België           | UEFA         | Winnaar Play-off   | 15 november 1997  | 10e                          | 5           | 1930        | 1994         | 0                       | Derde           |
| Joegoslavië      | UEFA         | Winnaar Play-off   | 15 november 1997  | 9e                           | 1           | 1930        | 1990         | 0                       | Vierde          |
| Kroatië          | UEFA         | Winnaar Play-off   | 15 november 1997  | 1e                           | 1           | n.v.t.      | n.v.t.       | n.v.t.                  | n.v.t.          |
| Nigeria          | CAF          | Winnaar Groep 1    | 7 juni 1997       | 2e                           | 2           | 1994        | 1994         | 0                       | Achtste finale  |
| Tunesië          | CAF          | Winnaar Groep 2    | 8 juni 1997       | 2e                           | 1           | 1978        | 1978         | 0                       | Groepsfase      |
| Zuid-Afrika      | CAF          | Winnaar Groep 3    | 16 augustus 1997  | 1e                           | 1           | n.v.t.      | n.v.t.       | n.v.t.                  | n.v.t.          |
| Kameroen         | CAF          | Winnaar Groep 4    | 17 augustus 1997  | 4e                           | 3           | 1982        | 1994         | 0                       | Kwartfinale     |
| Marokko          | CAF          | Winnaar Groep 5    | 8 juni 1997       | 4e                           | 2           | 1970        | 1994         | 0                       | Achtste finale  |
| Zuid-Korea       | AFC          | Winnaar groep B    | 18 oktober 1997   | 5e                           | 4           | 1954        | 1994         | 0                       | Groepsfase      |
| Japan            | AFC          | Winnaar play-off   | 16 november 1997  | 1e                           | 1           | n.v.t.      | n.v.t.       | n.v.t.                  | n.v.t.          |
| Saoedi-Arabië    | AFC          | Winnaar groep A    | 12 november 1997  | 2e                           | 2           | 1994        | 1994         | 0                       | Achtste finale  |
| Iran             | AFC          | play-off (AFC–OFC) | 29 november 1997  | 2e                           | 1           | 1978        | 1978         | 0                       | Groepsfase      |
| Mexico           | CONCACAF     | Finaleronde 1e     | 12 oktober 1997   | 11e                          | 2           | 1930        | 1994         | 0                       | Kwartfinale     |
| Verenigde Staten | CONCACAF     | Finaleronde 2e     | 9 november 1997   | 6e                           | 3           | 1930        | 1994         | 0                       | Derde           |
| Jamaica          | CONCACAF     | Finaleronde 3e     | 16 november 1997  | 1e                           | 1           | n.v.t.      | n.v.t.       | n.v.t.                  | n.v.t.          |
| Brazilië         | CONMEBOL     | Titelverdediger    | 17 juli 1994      | 16                           | 16          | 1930        | 1994         | 4                       | Wereldkampioen  |
| Argentinië       | CONMEBOL     | Nr. 1 CONMEBOL     | 10 september 1997 | 12                           | 7           | 1930        | 1994         | 2                       | Wereldkampioen  |
| Paraguay         | CONMEBOL     | Nr. 2 CONMEBOL     | 10 september 1997 | 6                            | 2           | 1930        | 1986         | 0                       | Achtste finale  |
| Colombia         | CONMEBOL     | Nr. 3 CONMEBOL     | 10 september 1997 | 4                            | 3           | 1962        | 1994         | 0                       | Achtste finale  |
| Chili            | CONMEBOL     | Nr. 4 CONMEBOL     | 10 september 1997 | 7                            | 1           | 1930        | 1982         | 0                       | Achtste finale  |

## Groepen

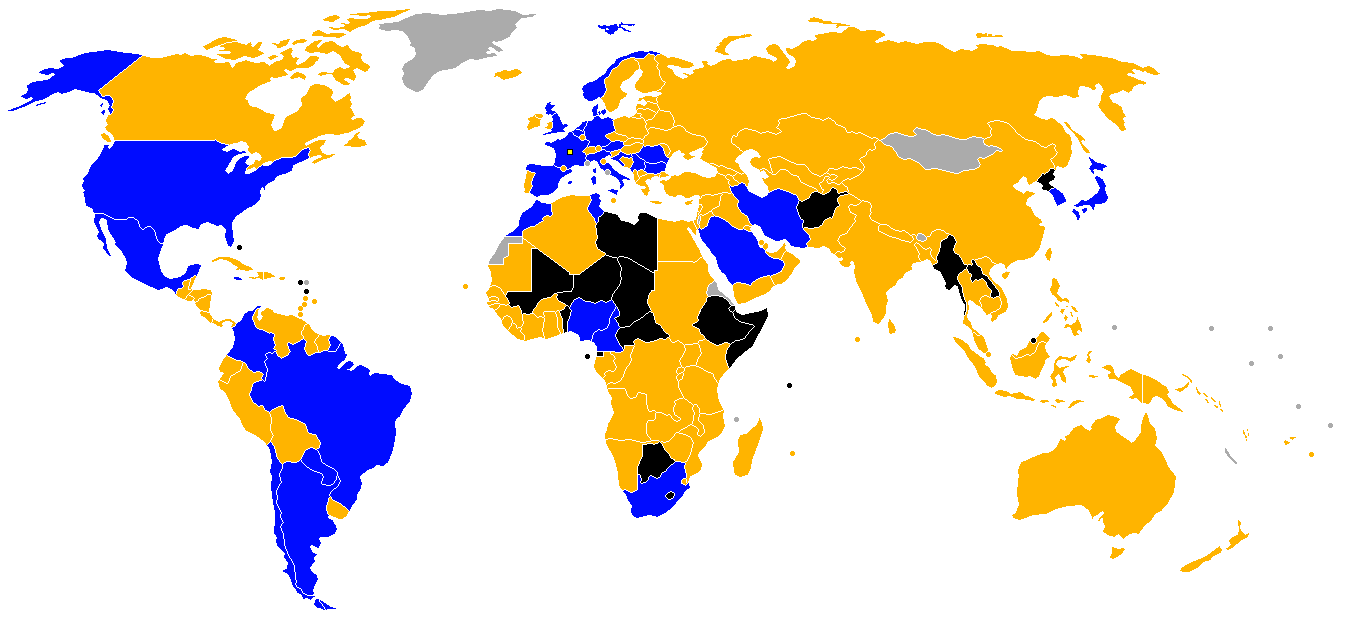
Deelnemende landen (blauw), landen die zich niet kwalificeerden (oranje) en landen die niet aan de kwalificatie deelnamen (zwart)

| Groep A                              | Groep B                                     | Groep C                                        | Groep D                           |
| ------------------------------------ | ------------------------------------------- | ---------------------------------------------- | --------------------------------- |
| Brazilië Marokko Noorwegen Schotland | Chili Italië Kameroen Oostenrijk            | Denemarken Frankrijk Saoedi-Arabië Zuid-Afrika | Bulgarije Nigeria Paraguay Spanje |
| Groep E                              | Groep F                                     | Groep G                                        | Groep H                           |
| België Mexico Nederland Zuid-Korea   | Duitsland Joegoslavië Iran Verenigde Staten | Roemenië Engeland Colombia Tunesië             | Argentinië Kroatië Jamaica Japan  |

## Speelsteden
| Saint-Denis         | Marseille               | Parijs             | Lens                 | Lyon                  | · Saint-Denis Marseille Parijs Lens Nantes Toulouse Saint-Étienne Montpellier Lyon Bordeaux | · Saint-Denis Marseille Parijs Lens Nantes Toulouse Saint-Étienne Montpellier Lyon Bordeaux |
| Stade de France     | Stade Vélodrome         | Parc des Princes   | Stade Félix Bollaert | Stade de Gerland      | · Saint-Denis Marseille Parijs Lens Nantes Toulouse Saint-Étienne Montpellier Lyon Bordeaux | · Saint-Denis Marseille Parijs Lens Nantes Toulouse Saint-Étienne Montpellier Lyon Bordeaux |
| Capaciteit: 80.000  | Capaciteit: 60.000      | Capaciteit: 49.000 | Capaciteit: 44.000   | Capaciteit: 41.300    | · Saint-Denis Marseille Parijs Lens Nantes Toulouse Saint-Étienne Montpellier Lyon Bordeaux | · Saint-Denis Marseille Parijs Lens Nantes Toulouse Saint-Étienne Montpellier Lyon Bordeaux |
|                     |                         |                    |                      |                       | · Saint-Denis Marseille Parijs Lens Nantes Toulouse Saint-Étienne Montpellier Lyon Bordeaux | · Saint-Denis Marseille Parijs Lens Nantes Toulouse Saint-Étienne Montpellier Lyon Bordeaux |
| Toulouse            | Saint-Étienne           | Bordeaux           | Montpellier          | Nantes                | · Saint-Denis Marseille Parijs Lens Nantes Toulouse Saint-Étienne Montpellier Lyon Bordeaux | · Saint-Denis Marseille Parijs Lens Nantes Toulouse Saint-Étienne Montpellier Lyon Bordeaux |
| Stadium de Toulouse | Stade Geoffroy-Guichard | Parc Lescure       | Stade de la Mosson   | Stade de la Beaujoire | · Saint-Denis Marseille Parijs Lens Nantes Toulouse Saint-Étienne Montpellier Lyon Bordeaux | · Saint-Denis Marseille Parijs Lens Nantes Toulouse Saint-Étienne Montpellier Lyon Bordeaux |
| Capaciteit: 37.000  | Capaciteit: 36.000      | Capaciteit: 35.200 | Capaciteit: 34.000   | Capaciteit: 39.500    | · Saint-Denis Marseille Parijs Lens Nantes Toulouse Saint-Étienne Montpellier Lyon Bordeaux | · Saint-Denis Marseille Parijs Lens Nantes Toulouse Saint-Étienne Montpellier Lyon Bordeaux |
|                     |                         |                    |                      |                       | · Saint-Denis Marseille Parijs Lens Nantes Toulouse Saint-Étienne Montpellier Lyon Bordeaux | · Saint-Denis Marseille Parijs Lens Nantes Toulouse Saint-Étienne Montpellier Lyon Bordeaux |

## Scheidsrechters
Dertig scheidsrechters werden voor de wedstrijden aangewezen.

## Groepsfase

#### Groep A
Verwachtingen waren hooggespannen bij regerend wereldkampioen Brazilië, met name van de uitblinker van de laatste jaren Ronaldo, die na een jaar FC Barcelona opnieuw excelleerde bij Inter Milan. Romario behoorde niet tot de selectie, officieel vanwege een blessure , maar intimi beweerde, dat hij niet geselecteerd was vanwege zijn slechte relatie met assistent-coach (en ook ex-topvoetballer) Zico en sprak thuis zijn ongenoegen uit over het team. Brazilië begon de eerste wedstrijd tegen Schotland voortvarend en kwam snel op een 1-0 voorsprong door een doelpunt van César Sampaio. Brazilië had in die beginfase allang op een veilige voorsprong kunnen staan, maar met name een wervelende actie van Ronaldo had een beter lot verdiend. Schotland kwam nog voor rust op gelijke hoogte dankzij een benutte strafschop van John Collins. Brazilië was de controle over de wedstrijd kwijt en was in de tweede helft alleen nog gevaarlijk dankzij afstandsschoten van Rivaldo. Vlak voor tijd kwamen de "Goddelijke Kanaries" toch nog op een definitieve voorsprong dankzij een ongelukkige actie van doelman Jim Leigton, die in een moeilijke situatie de bal speelde aan verdediger Tom Boyd, waarna hij de bal in eigen doel werkte.
De confrontatie tussen Noorwegen en Marokko was een botsing van stijlen. De Marokkaanse bondcoach Henri Michel verving  de vaste doelman El Brazi door de onervaren Driss Benzekri. Noorwegen had een ervaren team, waarbij veel internationals speelden bij Engelse topclubs, maar de ploeg had een reputatie als defensief. Marokko speelde aanvallend en kwam op voorsprong dankzij Mustafa Hadji, de begenadigde speler van Deportivo La Coruna. Binnen een minuut was Marokko zijn voorsprong kwijt, Benzekri dook onder de bal door bij een vrije trap van Kjetil Rekdal en verdediger Chippo kopte de bal in eigen doel. In de tweede helft herhaalde het tafereel, Hadda schoot Marokko opnieuw op een voorsprong, waarna binnen een minuut Benzekri opnieuw bij een hoge bal mistastte, waarna Dan Eggen de bal in doel kopte. Noorwegen gokte nu alleen maar op hoge ballen, maar ondanks wat hachelijke situaties en mistasten van de doelman bleef het 2-2.
In de tweede speelronde had Brazilië weinig problemen met Marokko en via een 3-0-zege bereikte de ploeg de 1/8 finales. Noorwegen speelde opnieuw gelijk (1-1 tegen Schotland) en moest nu winnen van de wereldkampioen, tenzij er geen winnaar was bij Schotland - Marokko. In eerste instantie had Schotland het beste van het spel en profiteerde het bijna weer van het keeperswerk van Benzekri, die bij hoge ballen en hoekschoppen een onzekere indruk maakte. De Schotse verdediging was echter ook niet zeker tegen de balvaardige Afrikanen en na de 1-0 van Bassir was het afgelopen met de Schotten. In de tegenaanval won de ploeg ruim met 3-0  en toen begon het wachten op het resultaat van Noorwegen tegen Brazilië. Het was een wedstrijd zonder veel hoogtepunten, waarbij Noorwegen onmachtig was en nog steeds te angstig speelde en Brazilië niet zo nodig hoefde. Twaalf minuten voor tijd scoorde Bebeto, maar in korte tijd richtte Tore Andre Flo zich op. Hij scoorde na een individuele actie op wilskracht de 1-1 en een lichte overtreding op hem werd bestraft met een strafschop. Rekdal verzilverde de strafschop en Marokko was uitgeschakeld.
| Land      | Win | Gel | Ver | DV | DT | +/− | Pnt |
| --------- | --- | --- | --- | -- | -- | --- | --- |
| Brazilië  | 2   | 0   | 1   | 6  | 3  | 3   | 6   |
| Noorwegen | 1   | 2   | 0   | 5  | 4  | 1   | 5   |
| Marokko   | 1   | 1   | 1   | 5  | 5  | 0   | 4   |
| Schotland | 0   | 1   | 2   | 2  | 6  | –4  | 1   |

|                                              |                            |                  |                    | |
| 10 juni 1998 «onderlinge duels» 17:30 (MEZT) | Brazilië                   | 2 – 1            | Schotland          | Stade de France, Saint-Denis Toeschouwers: 80.000 Scheidsrechter: José Maria Garcia-Aranda ( Spanje) |
| 10 juni 1998 «onderlinge duels» 17:30 (MEZT) | Sampaio 4' Boyd 74' (e.d.) | Wedstrijdverslag | 38' (pen.) Collins | Stade de France, Saint-Denis Toeschouwers: 80.000 Scheidsrechter: José Maria Garcia-Aranda ( Spanje) |

|                                              |                              |                  |                     |                                                                                                 |
| 10 juni 1998 «onderlinge duels» 21:00 (MEZT) | Noorwegen                    | 2 – 2            | Marokko             | Stade de la Mosson, Montpellier Toeschouwers: 29.750 Scheidsrechter: Edward Lennie ( Australië) |
| 10 juni 1998 «onderlinge duels» 21:00 (MEZT) | Chippo +45' (e.d.) Eggen 60' | Wedstrijdverslag | 38' Hadji 59' Hadda | Stade de la Mosson, Montpellier Toeschouwers: 29.750 Scheidsrechter: Edward Lennie ( Australië) |

|                                              |            |                  |            |                                                                                        |
| 16 juni 1998 «onderlinge duels» 17:30 (MEZT) | Schotland  | 1 – 1            | Noorwegen  | Parc Lescure, Bordeaux Toeschouwers: 31.800 Scheidsrechter: László Vágner ( Hongarije) |
| 16 juni 1998 «onderlinge duels» 17:30 (MEZT) | Burley 66' | Wedstrijdverslag | 56' H. Flo | Parc Lescure, Bordeaux Toeschouwers: 31.800 Scheidsrechter: László Vágner ( Hongarije) |

|                                              |                                    |                  |         |                                                                                                |
| 16 juni 1998 «onderlinge duels» 21:00 (MEZT) | Brazilië                           | 3 – 0            | Marokko | Stade de la Beaujoire, Nantes Toeschouwers: 35.000 Scheidsrechter: Nikolai Levnikov ( Rusland) |
| 16 juni 1998 «onderlinge duels» 21:00 (MEZT) | Ronaldo 9' Rivaldo +45' Bebeto 50' | Wedstrijdverslag |         | Stade de la Beaujoire, Nantes Toeschouwers: 35.000 Scheidsrechter: Nikolai Levnikov ( Rusland) |

|                                              |                              |                  |            | |
| 23 juni 1998 «onderlinge duels» 21:00 (MEZT) | Noorwegen                    | 2 – 1            | Brazilië   | Stade Vélodrome, Marseille Toeschouwers: 55.000 Scheidsrechter: Esfandiar Baharmast ( Verenigde Staten) |
| 23 juni 1998 «onderlinge duels» 21:00 (MEZT) | T. Flo 83' Rekdal 89' (pen.) | Wedstrijdverslag | 78' Bebeto | Stade Vélodrome, Marseille Toeschouwers: 55.000 Scheidsrechter: Esfandiar Baharmast ( Verenigde Staten) |

|                                              |                           |                  |           | |
| 23 juni 1998 «onderlinge duels» 21:00 (MEZT) | Marokko                   | 3 – 0            | Schotland | Stade Geoffroy-Guichard, Saint-Étienne Toeschouwers: 30.600 Scheidsrechter: Ali Bujsaim ( Verenigde Arabische Emiraten) |
| 23 juni 1998 «onderlinge duels» 21:00 (MEZT) | Bassir 22', 84' Hadda 47' | Wedstrijdverslag |           | Stade Geoffroy-Guichard, Saint-Étienne Toeschouwers: 30.600 Scheidsrechter: Ali Bujsaim ( Verenigde Arabische Emiraten) |

#### Groep B
Italië tegen Chili was een interessante wedstrijd, Chili was gevreesd vanwege het spitsenduo Iván Zamorano spelend voor Inter Milan en Marcelo Salas, die volgend seizoen zou uitkomen voor Lazio Roma. Italië kwam op typerende wijze op voorsprong, de ploeg wachtte af hoe Chili in de aanval speelde, Paolo Maldini greep in en speelde met een hoge bal Roberto Baggio aan, die de bal meteen doorspeelde naar Christian Vieri: 1-0. Chili liet zich niet ontmoedigen en Salas scoorde twee keer, via een "frommeldoelpunt" vlak voor rust en een krachtige kopgoal vlak na rust. Chili leek voor de eerste keer sinds 1962 een WK-duel te winnen, maar de scheidsrechter gaf een strafschop na aangeschoten hands. Roberto Baggio nam de verantwoordelijkheid de strafschop te nemen, vier jaar geleden schoot hij een strafschop in de finale hoog over, nu nam hij revanche: 2-2, Italië boekte daarna twee zakelijke overwinningen op Kameroen en Oostenrijk en plaatste zich voor de tweede ronde.
De strijd om de tweede plek was een strijd tussen de overige drie ploegen: Oostenrijk maakte een afwachtende indruk en dacht pas aan aanvallen, als het achter stond, zowel tegen Kameroen als Chili scoorde het pas in blessuretijd de gelijkmaker. Ook tegen Italië scoorde de ploeg in blessuretijd, maar dat was slechts een tegentreffer en Oostenrijk was uitgeschakeld. Chili leek op rozen te zitten tegen Kameroen, nadat José Luis Sierra scoorde uit een fraaie vrije trap. Net als tegen Italië en Oostenrijk kon het team de voorsprong niet vasthouden en het had alle geluk van de wereld, dat een treffer Oman-Bijik om onduidelijke redenen werd afgekeurd. Kameroen maakte vooral indruk vanwege hun onbeheerste spel, liefst drie spelers werden uit het veld gestuurd.
| Land       | Wed | Win | Gel | Ver | DV | DT | +/− | Pnt |
| ---------- | --- | --- | --- | --- | -- | -- | --- | --- |
| Italië     | 3   | 2   | 1   | 0   | 7  | 3  | 4   | 7   |
| Chili      | 3   | 0   | 3   | 0   | 4  | 4  | 0   | 3   |
| Oostenrijk | 3   | 0   | 2   | 1   | 3  | 4  | –1  | 2   |
| Kameroen   | 3   | 0   | 2   | 1   | 2  | 5  | –3  | 2   |

|                                              |                                |                  |                |                                                                                         |
| 11 juni 1998 «onderlinge duels» 17:30 (MEZT) | Italië                         | 2 – 2            | Chili          | Parc Lescure, Bordeaux Toeschouwers: 31.800 Scheidsrechter: Lucien Bouchardeau ( Niger) |
| 11 juni 1998 «onderlinge duels» 17:30 (MEZT) | Vieri 10' R. Baggio 85' (pen.) | Wedstrijdverslag | 45', 49' Salas | Parc Lescure, Bordeaux Toeschouwers: 31.800 Scheidsrechter: Lucien Bouchardeau ( Niger) |

|                                              |            |                  |             |                                                                                                |
| 11 juni 1998 «onderlinge duels» 21:00 (MEZT) | Kameroen   | 1 – 1            | Oostenrijk  | Stadium Municipal, Toulouse Toeschouwers: 33.460 Scheidsrechter: Epifanio González ( Paraguay) |
| 11 juni 1998 «onderlinge duels» 21:00 (MEZT) | Njanka 78' | Wedstrijdverslag | 90' Polster | Stadium Municipal, Toulouse Toeschouwers: 33.460 Scheidsrechter: Epifanio González ( Paraguay) |

|                                              |           |        |            | |
| 17 juni 1998 «onderlinge duels» 17:30 (MEZT) | Chili     | 1 – 1  | Oostenrijk | Stade Geoffroy-Guichard, Saint-Étienne Toeschouwers: 30.600 Scheidsrechter: Gamal Al-Ghandour ( Egypte) |
| 17 juni 1998 «onderlinge duels» 17:30 (MEZT) | Salas 70' | Report | 90' Vastić | Stade Geoffroy-Guichard, Saint-Étienne Toeschouwers: 30.600 Scheidsrechter: Gamal Al-Ghandour ( Egypte) |

|                                              |                             |                  |          |                                                                                                 |
| 17 juni 1998 «onderlinge duels» 21:00 (MEZT) | Italië                      | 3 – 0            | Kameroen | Stade de la Mosson, Montpellier Toeschouwers: 29.800 Scheidsrechter: Edward Lennie ( Australië) |
| 17 juni 1998 «onderlinge duels» 21:00 (MEZT) | Di Biagio 7' Vieri 75', 89' | Wedstrijdverslag |          | Stade de la Mosson, Montpellier Toeschouwers: 29.800 Scheidsrechter: Edward Lennie ( Australië) |

|                                              |                         |                  |                   |                                                                                           |
| 23 juni 1998 «onderlinge duels» 16:00 (MEZT) | Italië                  | 2 – 1            | Oostenrijk        | Stade de France, Saint-Denis Toeschouwers: 80.000 Scheidsrechter: Paul Durkin ( Engeland) |
| 23 juni 1998 «onderlinge duels» 16:00 (MEZT) | Vieri 49' R. Baggio 89' | Wedstrijdverslag | 90' (pen.) Herzog | Stade de France, Saint-Denis Toeschouwers: 80.000 Scheidsrechter: Paul Durkin ( Engeland) |

|                                              |            |                  |            |                                                                                               |
| 23 juni 1998 «onderlinge duels» 16:00 (MEZT) | Chili      | 1 – 1            | Kameroen   | Stade de la Beaujoire, Nantes Toeschouwers: 35.500 Scheidsrechter: László Vágner ( Hongarije) |
| 23 juni 1998 «onderlinge duels» 16:00 (MEZT) | Sierra 20' | Wedstrijdverslag | 55' M'Boma | Stade de la Beaujoire, Nantes Toeschouwers: 35.500 Scheidsrechter: László Vágner ( Hongarije) |

#### Groep C
Samen met Brazilië werd Frankrijk werd gezien als de grote favoriet voor de wereldtitel, het thuisland had vooral zijn hoop gevestigd op spelmaker Zinédine Zidane, die bij zijn club Juventus Italiaans kampioen werd en de finale van de Champions League haalde. In zijn geboortestad Marseille speelden "Les bleus" hun eerste wedstrijd tegen Zuid-Afrika, hetgeen een 3-0 overwinning opleverde. Opvallend was de rol van de centrale verdediger Pierre Issa, hij miste eerst een grote kans op de gelijkmaker, hij maakte daarna een eigen doelpunt en werkte in de slotminuut een inzet van Thierry Henry in eigen doel. De volgende wedstrijd won Frankrijk met 4-0 van Saoedi-Arabië, maar de stemming in het Franse kamp was na afloop bedrukt. Zidane werd uit het veld gestuurd na een charge met gestrekt been en zou voor twee wedstrijden geschorst worden.
Ook Denemarken plaatste zich voor de tweede ronde, al waren de resultaten niet overtuigend, een minimale 1-0-zege op Saoedi-Arabië, een gelijkspel tegen Zuid-Afrika en een nederlaag tegen Frankrijk. Omdat Zuid-Afrika gelijk speelde tegen Saoedi-Arabië, was dit voldoende voor kwalificatie. Opmerkelijke feiten in deze groep waren verder, dat coach Carlos Alberto Parreira van Saoedi-Arabië tijdens het toernooi werd ontslagen, Issa in de wedstrijd tegen Saoedi-Arabië opnieuw ongelukkig was met twee veroorzaakte strafschoppen en de wedstrijd Denemarken - Zuid-Afrika ontsierd werd door drie rode kaarten voor lichte vergrijpen. De Denen dienden een officieel protest in tegen scheidsrechter John Toro Rendón en de scheidsrechter zou geen wedstrijden meer fluiten dit toernooi.
| Land          | Wed | Win | Gel | Ver | DV | DT | +/− | Pnt |
| ------------- | --- | --- | --- | --- | -- | -- | --- | --- |
| Frankrijk     | 3   | 3   | 0   | 0   | 9  | 1  | 8   | 9   |
| Denemarken    | 3   | 1   | 1   | 1   | 3  | 3  | 0   | 4   |
| Zuid-Afrika   | 3   | 0   | 2   | 1   | 3  | 6  | –3  | 2   |
| Saoedi-Arabië | 3   | 0   | 1   | 2   | 2  | 7  | –5  | 1   |

|                                              |               |                  |            |                                                                                                |
| 12 juni 1998 «onderlinge duels» 17:30 (MEZT) | Saoedi-Arabië | 0 – 1            | Denemarken | Stade Félix Bollaert, Lens Toeschouwers: 38.140 Scheidsrechter: Javier Castrilli ( Argentinië) |
| 12 juni 1998 «onderlinge duels» 17:30 (MEZT) |               | Wedstrijdverslag | 69' Rieper | Stade Félix Bollaert, Lens Toeschouwers: 38.140 Scheidsrechter: Javier Castrilli ( Argentinië) |

|                                              |                                         |                  |             | |
| 12 juni 1998 «onderlinge duels» 21:00 (MEZT) | Frankrijk                               | 3 – 0            | Zuid-Afrika | Stade Vélodrome, Marseille Toeschouwers: 55.000 Scheidsrechter: Márcio Rezende de Freitas ( Brazilië) |
| 12 juni 1998 «onderlinge duels» 21:00 (MEZT) | Dugarry 36' Issa 77' (e.d.) Henry 90+2' | Wedstrijdverslag |             | Stade Vélodrome, Marseille Toeschouwers: 55.000 Scheidsrechter: Márcio Rezende de Freitas ( Brazilië) |

|                                              |              |                  |             |                                                                                               |
| 18 juni 1998 «onderlinge duels» 17:30 (MEZT) | Zuid-Afrika  | 1 – 1            | Denemarken  | Stade de Toulouse, Toulouse Toeschouwers: 33.300 Scheidsrechter: John Toro Rendón ( Colombia) |
| 18 juni 1998 «onderlinge duels» 17:30 (MEZT) | McCarthy 51' | Wedstrijdverslag | 12' Nielsen | Stade de Toulouse, Toulouse Toeschouwers: 33.300 Scheidsrechter: John Toro Rendón ( Colombia) |

|                                              |                                           |                  |               |                                                                                                  |
| 18 juni 1998 «onderlinge duels» 21:00 (MEZT) | Frankrijk                                 | 4 – 0            | Saoedi-Arabië | Stade de France, Saint-Denis Toeschouwers: 80.000 Scheidsrechter: Arturo Brizio Carter ( Mexico) |
| 18 juni 1998 «onderlinge duels» 21:00 (MEZT) | Henry 37', 78' Trezeguet 68' Lizarazu 85' | Wedstrijdverslag |               | Stade de France, Saint-Denis Toeschouwers: 80.000 Scheidsrechter: Arturo Brizio Carter ( Mexico) |

|                                              |                                |                  |                       |                                                                                         |
| 24 juni 1998 «onderlinge duels» 16:00 (MEZT) | Frankrijk                      | 2 – 1            | Denemarken            | Stade de Gerland, Lyon Toeschouwers: 39.100 Scheidsrechter: Pierluigi Collina ( Italië) |
| 24 juni 1998 «onderlinge duels» 16:00 (MEZT) | Djorkaeff 12' (pen.) Petit 56' | Wedstrijdverslag | 42' (pen.) M. Laudrup | Stade de Gerland, Lyon Toeschouwers: 39.100 Scheidsrechter: Pierluigi Collina ( Italië) |

|                                              |                            |                  |                                              |                                                                                    |
| 24 juni 1998 «onderlinge duels» 16:00 (MEZT) | Zuid-Afrika                | 2 – 2            | Saoedi-Arabië                                | Parc Lescure, Bordeaux Toeschouwers: 31.800 Scheidsrechter: Mario Sánchez ( Chili) |
| 24 juni 1998 «onderlinge duels» 16:00 (MEZT) | Bartlett 18', 90+3' (pen.) | Wedstrijdverslag | 45+2' (pen.) Al-Jaber 74' (pen.) Al-Thunayan | Parc Lescure, Bordeaux Toeschouwers: 31.800 Scheidsrechter: Mario Sánchez ( Chili) |

#### Groep D
Groep D werd de "Poule des doods" genoemd met als deelnemers het traditioneel sterke, maar nooit ver komende Spanje, de nummer vier van het laatste WK Bulgarije, Olympisch kampioen Nigeria en de nummer twee van de Zuid-Amerikaanse kwalificatie Paraguay. Er waren grote zorgen vooraf over Nigeria, dat vlak voor het WK twee zware nederlagen leed tegen Joegoslavië en Nederland, waardoor men overwoog coach Bora Milutinović te ontslaan. De spelers hadden weinig vertrouwen in hem en hoopte dat de Nederlander Jo Bonfrère de coaching weer zou overnemen, hij was verantwoordelijk voor de Olympische titel. Tegen Spanje stond Nigeria een kwartier voor tijd met 2-1 achter en daar mocht de ploeg gelukkig mee zijn. De wedstrijd kantelde echter: een mislukte voorzet van Roda JC-speler Garba Lawal werd door de Spaanse veteraandoelman Andoni Zubizarreta gepromoveerd tot doelpunt. Een paar minuten later was dezelfde doelman kansloos op een daverend afstandsschot van Ajax-speler Sunday Oliseh. De wedstrijd stond op zijn kop en opeens zag de wereld er compleet anders uit voor beide elftallen. ⁸Nigeria versloeg in de tweede wedstrijd Bulgarije met 1-0, waarbij de Nigerianen vergaten de wedstrijd vroegtijdig te beslissen en een voetbalshow wou opvoeren, waardoor de Bulgaren nog goede kansen kregen op de gelijkmaker. Spanje was aangeslagen en bleef steken op een doelpuntloos gelijkspel tegen Paraguay.
Nigeria was nu geplaatst voor de tweede ronde en Bulgarije of Spanje moesten nu van elkaar winnen en hopen, dat Paraguay niet van Nigeria won. Slachtoffer van de slechte prestaties was de vedette van Real Madrid Raúl. Spanje speelde eindelijk een goede wedstrijd en leed voor rust met 2-0 tegen de uitgebluste Bulgaren. Tekenend was, dat aanvoerder en vedette Hristo Stoichkov in de rust werd vervangen. In de slotfase van de tweede helft liep Spanje weg naar een 6-1-zege, maar ondanks de fraaie zege was er diepe droefenis. Nigeria stelde veel basisspelers niet op en Paraguay kwam snel op een 1-0 voorsprong. Voor rust maakte Nigeria gelijk en het was aan de sterk keepende Chilavert te danken, dat Nigeria niet op voorsprong kwam. Na rust werd Oliseh ook nog vervangen en de Nigerianen geloofden het wel. Paraguay won uiteindelijk met 3-1 en Spanje was voortijdig uitgeschakeld.
| Land      | Wed | Win | Gel | Ver | DV | DT | +/− | Pnt |
| --------- | --- | --- | --- | --- | -- | -- | --- | --- |
| Nigeria   | 3   | 2   | 0   | 1   | 5  | 5  | 0   | 6   |
| Paraguay  | 3   | 1   | 2   | 0   | 3  | 1  | 2   | 5   |
| Spanje    | 3   | 1   | 1   | 1   | 8  | 4  | 4   | 4   |
| Bulgarije | 3   | 0   | 1   | 2   | 1  | 7  | –6  | 1   |

|                                              |                  |       |           | |
| 12 juni 1998 «onderlinge duels» 14:30 (MEZT) | Paraguay         | 0 – 0 | Bulgarije | Stade de la Mosson, Montpellier Toeschouwers: 27.650 Scheidsrechter: Abdul Rahman Al-Zeid ( Saoedi-Arabië) |
| 12 juni 1998 «onderlinge duels» 14:30 (MEZT) | Wedstrijdverslag |       |           | Stade de la Mosson, Montpellier Toeschouwers: 27.650 Scheidsrechter: Abdul Rahman Al-Zeid ( Saoedi-Arabië) |

|                                              |                     |                  |                                  | |
| 13 juni 1998 «onderlinge duels» 14:30 (MEZT) | Spanje              | 2 – 3            | Nigeria                          | Stade de la Beaujoire, Nantes Toeschouwers: 33.257 Scheidsrechter: Esfandiar Baharmast ( Verenigde Staten) |
| 13 juni 1998 «onderlinge duels» 14:30 (MEZT) | Hierro 20' Raúl 46' | Wedstrijdverslag | 24' Adepoju 72' Lawal 77' Oliseh | Stade de la Beaujoire, Nantes Toeschouwers: 33.257 Scheidsrechter: Esfandiar Baharmast ( Verenigde Staten) |

|                                              |            |                  |           |                                                                                             |
| 19 juni 1998 «onderlinge duels» 17:30 (MEZT) | Nigeria    | 1 – 0            | Bulgarije | Parc des Princes, Parijs Toeschouwers: 45.500 Scheidsrechter: Mario Sánchez Yanten ( Chili) |
| 19 juni 1998 «onderlinge duels» 17:30 (MEZT) | Ikpeba 26' | Wedstrijdverslag |           | Parc des Princes, Parijs Toeschouwers: 45.500 Scheidsrechter: Mario Sánchez Yanten ( Chili) |

|                                              |                  |       |          | |
| 19 juni 1998 «onderlinge duels» 21:00 (MEZT) | Spanje           | 0 – 0 | Paraguay | Stade Geoffroy-Guichard, Saint-Étienne Toeschouwers: 30.600 Scheidsrechter: Ian McLeod ( Zuid-Afrika) |
| 19 juni 1998 «onderlinge duels» 21:00 (MEZT) | Wedstrijdverslag |       |          | Stade Geoffroy-Guichard, Saint-Étienne Toeschouwers: 30.600 Scheidsrechter: Ian McLeod ( Zuid-Afrika) |

|                                              |           |                  |                                  |                                                                                               |
| 24 juni 1998 «onderlinge duels» 21:00 (MEZT) | Nigeria   | 1 – 3            | Paraguay                         | Stade de Toulouse, Toulouse Toeschouwers: 33.500 Scheidsrechter: Pirom Un-Prasert ( Thailand) |
| 24 juni 1998 «onderlinge duels» 21:00 (MEZT) | Oruma 10' | Wedstrijdverslag | 1' Ayala 58' Benítez 86' Cardozo | Stade de Toulouse, Toulouse Toeschouwers: 33.500 Scheidsrechter: Pirom Un-Prasert ( Thailand) |

|                                              |                                                                    |                  |                |                                                                                                 |
| 24 juni 1998 «onderlinge duels» 21:00 (MEZT) | Spanje                                                             | 6 – 1            | Bulgarije      | Stade Félix Bollaert, Lens Toeschouwers: 38.100 Scheidsrechter: Mario van der Ende ( Nederland) |
| 24 juni 1998 «onderlinge duels» 21:00 (MEZT) | Hierro 5' (pen.) Luis Enrique 18' Morientes 53', 80' Kiko 88', 90' | Wedstrijdverslag | 56' Kostadinov | Stade Félix Bollaert, Lens Toeschouwers: 38.100 Scheidsrechter: Mario van der Ende ( Nederland) |

#### Groep E
Na het mislukte EK, waar Oranje ten onder ging aan intern gekrakeel was Guus Hiddink tijdens de kwalificatie weer in staat van het Nederlands Elftal een eenheid te creëren. Hij besloot Edgar Davids weer te selecteren, de speler die hij naar huis stuurde na ontoelaatbare kritiek op de bondcoach. Davids had een sterk seizoen achter de rug bij Juventus, waar hij aan de zijde van Zinédine Zidane Italiaans kampioen werd en de Champions League-finale haalde. Er was vertrouwen rond het Nederlands Elftal. veel spelers speelden voor grote clubs als FC Barcelona, Real Madrid of Arsenal en in de oefencampagne werden zowel Nigeria als Paraguay met 5-1 verslagen.
In de eerste wedstrijd tegen België begon Davids op de bank, evenals de nog niet helemaal fitte Dennis Bergkamp, de bij Leeds United spelende Jerrel Hasselbaink verving hem. Nederland had al in de voorronde twee keer tegen België gespeeld en beide wedstrijden overtuigend gewonnen. Nu had Nederland opnieuw het beste van het spel en Hasselbaink miste twee goede mogelijkheden. In het begin van de wedstrijd had de Belgische verdediging grote problemen, al binnen een half uur werd verdediger Bertrand Crasson vervangen. Tegen het einde van de wedstrijd werd Patrick Kluivert uit het veld gestuurd, hij liet zich provoceren door Lorenzo Staelens en gaf hem een por met zijn elleboog, waarna Staelens theatraal ter aarde stortte. Ook met tien man creëerde Nederland meer kansen dan de België, maar de wedstrijd eindigde in een doelpuntloos gelijkspel.
Hiddink zorgde voor een verrassing door aanvaller Kluivert te vervangen door middenvelder Philip Cocu, Davids nam zijn plaats op het middenveld over en Clarence Seedorf werd vervangen door Wim Jonk. Nederland won ruim van Zuid-Korea met 5-0. De doelpunten werden gescoord door vijf verschillende spelers, gelegenheidsspits Cocu maakte het eerste doelpunt. De volgende tegenstander Mexico maakte zowel tegen Zuid-Korea als België een achterstand na rust goed. Zuid-Korea kwam in de eerste helft op voorsprong door een doelpunt van Ha Seok-Ju, maar dezelfde speler werd enkele minuten later uit het veld gestuurd. In de tweede helft buitten de Mexicanen de numerieke meerderheid uit en wonnen met 3-1. Opvallend was de passeerbeweging van vleugelaanvaller Blanco, die terwijl hij de bal klemde met beide voeten met een hupje een verdediger passeerde. Ook tegen België speelden rode kaarten een belangrijke rol: Mexico raakte in de eerste helft twee keer de lat, maar nadat een speler uit het veld werd gestuurd kantelde de wedstrijd en Marc Wilmots maakte twee doelpunten. Na een toegekende strafschop voor de Mexicanen raakte België Gert Verheyen kwijt met een rode kaart en opnieuw kantelde de wedstrijd met een 2-2 gelijkspel tot gevolg.
Nederland had tegen Mexico genoeg aan een gelijkspel om de volgende ronde te bereiken. In de eerste helft hadden de Nederlanders meer mogelijkheden en nam een 2-0 voorsprong door doelpunten van Philip Cocu en Ronald de Boer. Mexico was echter voor de derde keer in staat de wedstrijd te kantelen, vlak voor tijd leverde Jaap Stam in aan Luis Hernández, die de gelijkmaker maakte: 2-2. Omdat België niet kon winnen van Zuid-Korea, waren Nederland en Mexico zeker van de tweede ronde en waren de Belgen zonder te verliezen uitgeschakeld. De Zuid-Koreaanse coach Bum-Kum Cha werd na de afstraffing tegen Nederland ontslagen, maar ook met een nieuwe coach kon Zuid-Korea niet een WK-wedstrijd winnen ondanks de vijfde deelname aan een eindtoernooi.
| Land       | Wed | Win | Gel | Ver | DV | DT | +/− | Pnt |
| ---------- | --- | --- | --- | --- | -- | -- | --- | --- |
| Nederland  | 3   | 1   | 2   | 0   | 7  | 2  | 5   | 5   |
| Mexico     | 3   | 1   | 2   | 0   | 7  | 5  | 2   | 5   |
| België     | 3   | 0   | 3   | 0   | 3  | 3  | 0   | 3   |
| Zuid-Korea | 3   | 0   | 1   | 2   | 2  | 9  | –7  | 1   |

|                                              |                |                  |                               |                                                                                        |
| 13 juni 1998 «onderlinge duels» 17:30 (MEZT) | Zuid-Korea     | 1 – 3            | Mexico                        | Stade de Gerland, Lyon Toeschouwers: 39.100 Scheidsrechter: Günter Benkö ( Oostenrijk) |
| 13 juni 1998 «onderlinge duels» 17:30 (MEZT) | Ha Seok-ju 28' | Wedstrijdverslag | 51' Peláez 74', 84' Hernández | Stade de Gerland, Lyon Toeschouwers: 39.100 Scheidsrechter: Günter Benkö ( Oostenrijk) |

|                                              |                  |       |        |                                                                                               |
| 13 juni 1998 «onderlinge duels» 21:00 (MEZT) | Nederland        | 0 – 0 | België | Stade de France, Saint-Denis Toeschouwers: 77.000 Scheidsrechter: Pierluigi Collina ( Italië) |
| 13 juni 1998 «onderlinge duels» 21:00 (MEZT) | Wedstrijdverslag |       |        | Stade de France, Saint-Denis Toeschouwers: 77.000 Scheidsrechter: Pierluigi Collina ( Italië) |

|                                              |                  |                  |                                   |                                                                                      |
| 20 juni 1998 «onderlinge duels» 17:30 (MEZT) | België           | 2 – 2            | Mexico                            | Parc Lescure, Bordeaux Toeschouwers: 31.800 Scheidsrechter: Hugh Dallas ( Schotland) |
| 20 juni 1998 «onderlinge duels» 17:30 (MEZT) | Wilmots 43', 47' | Wedstrijdverslag | 55' (pen.) García Aspe 62' Blanco | Parc Lescure, Bordeaux Toeschouwers: 31.800 Scheidsrechter: Hugh Dallas ( Schotland) |

|                                              |                                                                     |                  |            |                                                                                         |
| 20 juni 1998 «onderlinge duels» 21:00 (MEZT) | Nederland                                                           | 5 – 0            | Zuid-Korea | Stade Vélodrome, Marseille Toeschouwers: 55.000 Scheidsrechter: Ryszard Wójcik ( Polen) |
| 20 juni 1998 «onderlinge duels» 21:00 (MEZT) | Cocu 38' Overmars 42' Bergkamp 71' Van Hooijdonk 80' R. de Boer 83' | Wedstrijdverslag |            | Stade Vélodrome, Marseille Toeschouwers: 55.000 Scheidsrechter: Ryszard Wójcik ( Polen) |

|                                              |                        |                  |                            | |
| 25 juni 1998 «onderlinge duels» 16:00 (MEZT) | Nederland              | 2 – 2            | Mexico                     | Stade Geoffroy-Guichard, Saint-Étienne Toeschouwers: 30.600 Scheidsrechter: Abdul Rahman Al-Zeid ( Saoedi-Arabië) |
| 25 juni 1998 «onderlinge duels» 16:00 (MEZT) | Cocu 4' R. de Boer 18' | Wedstrijdverslag | 75' Peláez 90+4' Hernández | Stade Geoffroy-Guichard, Saint-Étienne Toeschouwers: 30.600 Scheidsrechter: Abdul Rahman Al-Zeid ( Saoedi-Arabië) |

|                                              |          |                  |                   | |
| 25 juni 1998 «onderlinge duels» 16:00 (MEZT) | België   | 1 – 1            | Zuid-Korea        | Parc des Princes, Parijs Toeschouwers: 45.500 Scheidsrechter: Márcio Rezende de Freitas ( Brazilië) |
| 25 juni 1998 «onderlinge duels» 16:00 (MEZT) | Nilis 7' | Wedstrijdverslag | 71' Yoo Sang-chul | Parc des Princes, Parijs Toeschouwers: 45.500 Scheidsrechter: Márcio Rezende de Freitas ( Brazilië) |

#### Groep F
Zoals algemeen werd verwacht kwalificeerden Europees kampioen Duitsland en outsider Joegoslavië zich ten koste van Iran en de Verenigde Staten, maar erg overtuigend was het niet. Duitsland had een verouderd elftal, waar de helft van de selectie 30 jaar of ouder was en vooral succes had in de tweede helften van de wedstrijden op basis van hun wedstrijdmentaliteit. Joegoslavië had een verzameling getalenteerde spelers, die moeite hadden een sterk geheel te vormen. In hun onderlinge wedstrijd kwamen deze eigenschappen van beide teams sterk naar voren: Joegoslavië was lange tijd technisch superieur, kwam mede dankzij matig keeperswerk van Andreas Köpke op een 2-0 voorsprong, maar in het laatste kwartier gaven de Duitsers gas en de wedstrijd eindigde in een 2-2 gelijkspel. In de tweede helft viel Lothar Matthäus in, hij had nu het record WK-wedstrijden in handen (22 wedstrijden) en zou uiteindelijk op 25 wedstrijden eindigen. Met spanning werd uitgekeken naar het duel tussen de aartsvijanden Iran en de Verenigde Staten. Voor de wedstrijd posteerden beide team samen voor een vriendschappelijke foto. Iran won met 2-1, hetgeen leidde tot een groot volksfeest in Teheran.
| Land             | Wed | Win | Gel | Ver | DV | DT | +/− | Pnt |
| ---------------- | --- | --- | --- | --- | -- | -- | --- | --- |
| Duitsland        | 3   | 2   | 1   | 0   | 6  | 2  | 4   | 7   |
| Joegoslavië      | 3   | 2   | 1   | 0   | 4  | 2  | 2   | 7   |
| Iran             | 3   | 1   | 0   | 2   | 2  | 4  | –2  | 3   |
| Verenigde Staten | 3   | 0   | 0   | 3   | 1  | 5  | –4  | 0   |

|                                              |                |                  |      | |
| 14 juni 1998 «onderlinge duels» 17:30 (MEZT) | Joegoslavië    | 1 – 0            | Iran | Stade Geoffroy-Guichard, Saint-Étienne Toeschouwers: 30.392 Scheidsrechter: Alberto Tejada ( Peru) |
| 14 juni 1998 «onderlinge duels» 17:30 (MEZT) | Mihajlović 72' | Wedstrijdverslag |      | Stade Geoffroy-Guichard, Saint-Étienne Toeschouwers: 30.392 Scheidsrechter: Alberto Tejada ( Peru) |

|                                              |                         |                  |                  |                                                                                       |
| 15 juni 1998 «onderlinge duels» 21:00 (MEZT) | Duitsland               | 2 – 0            | Verenigde Staten | Parc des Princes, Parijs Toeschouwers: 43.815 Scheidsrechter: Said Belqola ( Marokko) |
| 15 juni 1998 «onderlinge duels» 21:00 (MEZT) | Möller 8' Klinsmann 64' | Wedstrijdverslag |                  | Parc des Princes, Parijs Toeschouwers: 43.815 Scheidsrechter: Said Belqola ( Marokko) |

|                                              |                                    |                  |                             |                                                                                                  |
| 21 juni 1998 «onderlinge duels» 14:30 (MEZT) | Duitsland                          | 2 – 2            | Joegoslavië                 | Stade Félix Bollaert, Lens Toeschouwers: 38.100 Scheidsrechter: Kim Milton Nielsen ( Denemarken) |
| 21 juni 1998 «onderlinge duels» 14:30 (MEZT) | Mihajlović 73' (e.d.) Bierhoff 80' | Wedstrijdverslag | 13' Mijatović 54' Stojković | Stade Félix Bollaert, Lens Toeschouwers: 38.100 Scheidsrechter: Kim Milton Nielsen ( Denemarken) |

|                                              |                  |                  |                           |                                                                                      |
| 21 juni 1998 «onderlinge duels» 21:00 (MEZT) | Verenigde Staten | 1 – 2            | Iran                      | Stade de Gerland, Lyon Toeschouwers: 39.100 Scheidsrechter: Urs Meier ( Zwitserland) |
| 21 juni 1998 «onderlinge duels» 21:00 (MEZT) | McBride 87'      | Wedstrijdverslag | 40' Estili 84' Mahdavikia | Stade de Gerland, Lyon Toeschouwers: 39.100 Scheidsrechter: Urs Meier ( Zwitserland) |

|                                              |                  |                  |                |                                                                                                |
| 25 juni 1998 «onderlinge duels» 21:00 (MEZT) | Verenigde Staten | 0 – 1            | Joegoslavië    | Stade de la Beaujoire, Nantes Toeschouwers: 35.500 Scheidsrechter: Gamal Al-Ghandour ( Egypte) |
| 25 juni 1998 «onderlinge duels» 21:00 (MEZT) |                  | Wedstrijdverslag | 4' Komljenović | Stade de la Beaujoire, Nantes Toeschouwers: 35.500 Scheidsrechter: Gamal Al-Ghandour ( Egypte) |

|                                              |                            |                  |      | |
| 25 juni 1998 «onderlinge duels» 21:00 (MEZT) | Duitsland                  | 2 – 0            | Iran | Stade de la Mosson, Montpellier Toeschouwers: 29.800 Scheidsrechter: Epifanio González ( Paraguay) |
| 25 juni 1998 «onderlinge duels» 21:00 (MEZT) | Bierhoff 50' Klinsmann 57' | Wedstrijdverslag |      | Stade de la Mosson, Montpellier Toeschouwers: 29.800 Scheidsrechter: Epifanio González ( Paraguay) |

#### Groep G
Net als in 1994 begonnen Colombia en Roemenië met een wedstrijd tegen elkaar, Roemenië won toen met 3-1. De twee spelbepalers Carlos Valderrama en Gheorghe Hagi konden niet hun stempel op de wedstrijd drukken, de jongere Arian Ilie nam de rol van Hagi over en maakte het enige doelpunt van Roemenië, een solo werd afgerond met een subtiele lob. Na de wedstrijd werd bij Colombia Faustino Asprilla naar huis gestuurd vanwege ongedisciplineerd gedrag. Roemenië was na een 2-1-zege op Engeland zeker van de achtste finales en vierden dat op een vreemde manier: alle spelers lieten voor de laatste wedstrijd tegen Tunesië hun haar blonderen, een 1-1 gelijkspel zorgde ervoor, dat Roemenië groepswinnaar werd en Argentinië ontliep.
In Engeland was er stevige kritiek op bondscoach Glenn Hoddle, die Paul Gascoigne niet selecteerde voor het WK en de jonge, talentvolle David Beckham en Michael Owen op de bank hield. Tegen Roemenië was het veldspel te voorzichtig en de Roemeense doelpunten vielen door defensieve fouten. Colombia behield zijn kans op de achtste finales door een benauwde 1-0 overwinning op Tunesië, de Tunesiërs misten veel kansen, maar een slim pasje van Valderrama zorgde ervoor dat invaller Preciado de winnende treffer kon scoren. Engeland had genoeg aan een gelijkspel tegen Colombia, maar was duidelijk sterker dan Colombia: 2-0. Beckham en Owen stonden in de basis en Beckham maakte het tweede doelpunt uit een vrije trap. Het tijdperk Valderrama was afgelopen en Colombia moest afscheid nemen van een generatie, die meer complimenten kreeg dan wedstrijden won.
| Land     | Wed | Win | Gel | Ver | DV | DT | +/− | Pnt |
| -------- | --- | --- | --- | --- | -- | -- | --- | --- |
| Roemenië | 3   | 2   | 1   | 0   | 4  | 2  | 2   | 7   |
| Engeland | 3   | 2   | 0   | 1   | 5  | 2  | 3   | 6   |
| Colombia | 3   | 1   | 0   | 2   | 1  | 3  | –2  | 3   |
| Tunesië  | 3   | 0   | 1   | 2   | 1  | 4  | –3  | 1   |

|                                              |                         |                  |         |                                                                                          |
| 15 juni 1998 «onderlinge duels» 14:30 (MEZT) | Engeland                | 2 – 0            | Tunesië | Stade Vélodrome, Marseille Toeschouwers: 54.587 Scheidsrechter: Masayoshi Okada ( Japan) |
| 15 juni 1998 «onderlinge duels» 14:30 (MEZT) | Shearer 43' Scholes 89' | Wedstrijdverslag |         | Stade Vélodrome, Marseille Toeschouwers: 54.587 Scheidsrechter: Masayoshi Okada ( Japan) |

|                                              |          |                  |          |                                                                                        |
| 15 juni 1998 «onderlinge duels» 17:30 (MEZT) | Roemenië | 1 – 0            | Colombia | Stade de Gerland, Lyon Toeschouwers: 37.572 Scheidsrechter: Lim Kee Chong ( Mauritius) |
| 15 juni 1998 «onderlinge duels» 17:30 (MEZT) | Ilie 45' | Wedstrijdverslag |          | Stade de Gerland, Lyon Toeschouwers: 37.572 Scheidsrechter: Lim Kee Chong ( Mauritius) |

|                                              |              |                  |         |                                                                                                   |
| 22 juni 1998 «onderlinge duels» 17:30 (MEZT) | Colombia     | 1 – 0            | Tunesië | Stade de la Mosson, Montpellier Toeschouwers: 29.800 Scheidsrechter: Bernd Heynemann ( Duitsland) |
| 22 juni 1998 «onderlinge duels» 17:30 (MEZT) | Preciado 83' | Wedstrijdverslag |         | Stade de la Mosson, Montpellier Toeschouwers: 29.800 Scheidsrechter: Bernd Heynemann ( Duitsland) |

|                                              |                           |                  |          |                                                                                          |
| 22 juni 1998 «onderlinge duels» 21:00 (MEZT) | Roemenië                  | 2 – 1            | Engeland | Stadium Municipal, Toulouse Toeschouwers: 33.500 Scheidsrechter: Marc Batta ( Frankrijk) |
| 22 juni 1998 «onderlinge duels» 21:00 (MEZT) | Moldovan 47' Petrescu 90' | Wedstrijdverslag | 79' Owen | Stadium Municipal, Toulouse Toeschouwers: 33.500 Scheidsrechter: Marc Batta ( Frankrijk) |

|                                              |          |                  |                          |                                                                                                |
| 26 juni 1998 «onderlinge duels» 21:00 (MEZT) | Colombia | 0 – 2            | Engeland                 | Stade Félix Bollaert, Lens Toeschouwers: 38.100 Scheidsrechter: Arturo Brizio Carter ( Mexico) |
| 26 juni 1998 «onderlinge duels» 21:00 (MEZT) |          | Wedstrijdverslag | 20' Anderton 29' Beckham | Stade Félix Bollaert, Lens Toeschouwers: 38.100 Scheidsrechter: Arturo Brizio Carter ( Mexico) |

|                                              |              |                  |                    |                                                                                              |
| 26 juni 1998 «onderlinge duels» 21:00 (MEZT) | Roemenië     | 1 – 1            | Tunesië            | Stade de France, Saint-Denis Toeschouwers: 77.000 Scheidsrechter: Edward Lennie ( Australië) |
| 26 juni 1998 «onderlinge duels» 21:00 (MEZT) | Moldovan 72' | Wedstrijdverslag | 10' (pen.) Souayah | Stade de France, Saint-Denis Toeschouwers: 77.000 Scheidsrechter: Edward Lennie ( Australië) |

#### Groep H
Opvallend aan deze groep was dat Argentinië het moest opnemen tegen drie debutanten, het won alle drie de wedstrijden zonder tegendoelpunten. Gabriel Batistuta was matchwinnaar tegen Japan en scoorde binnen tien minuten drie keer tegen Jamaica. Argentinië had ook een sterk middenveld met Daniel Ortega en Juan Sebastián Verón als opvolgers van Diego Maradona. Kroatië plaatste zich ook voor de tweede ronde, het team had net als Joegoslavië een verzameling sterren, waar een team van gemaakt moest worden, belangrijkste speler was spits Davor Šuker, die in ongeveer in bijna elke wedstrijd scoorde (31 doelpunten in 35 wedstrijden). Japan kon in alle wedstrijden goed meekomen, maar verloor alle wedstrijden met één doelpunt verschil.
| Land       | Wed | Win | Gel | Ver | DV | DT | +/− | Pnt |
| ---------- | --- | --- | --- | --- | -- | -- | --- | --- |
| Argentinië | 3   | 3   | 0   | 0   | 7  | 0  | 7   | 9   |
| Kroatië    | 3   | 2   | 0   | 1   | 4  | 2  | 2   | 6   |
| Jamaica    | 3   | 1   | 0   | 2   | 3  | 9  | –6  | 3   |
| Japan      | 3   | 0   | 0   | 3   | 1  | 4  | –3  | 0   |

|                                              |               |                  |       |                                                                                                  |
| 14 juni 1998 «onderlinge duels» 14:30 (MEZT) | Argentinië    | 1 – 0            | Japan | Stade de Toulouse, Toulouse Toeschouwers: 33.400 Scheidsrechter: Mario van der Ende ( Nederland) |
| 14 juni 1998 «onderlinge duels» 14:30 (MEZT) | Batistuta 28' | Wedstrijdverslag |       | Stade de Toulouse, Toulouse Toeschouwers: 33.400 Scheidsrechter: Mario van der Ende ( Nederland) |

|                                              |           |                  |                                     |                                                                                                |
| 14 juni 1998 «onderlinge duels» 21:00 (MEZT) | Jamaica   | 1 – 3            | Kroatië                             | Stade Félix Bollaert, Lens Toeschouwers: 38.058 Scheidsrechter: Vítor Melo Pereira ( Portugal) |
| 14 juni 1998 «onderlinge duels» 21:00 (MEZT) | Earle 45' | Wedstrijdverslag | 27' Stanić 53' Prosinečki 69' Šuker | Stade Félix Bollaert, Lens Toeschouwers: 38.058 Scheidsrechter: Vítor Melo Pereira ( Portugal) |

|                                              |       |                  |           | |
| 20 juni 1998 «onderlinge duels» 14:30 (MEZT) | Japan | 0 – 1            | Kroatië   | Stade de la Beaujoire, Nantes Toeschouwers: 35.500 Scheidsrechter: Ramesh Ramdhan ( Trinidad en Tobago) |
| 20 juni 1998 «onderlinge duels» 14:30 (MEZT) |       | Wedstrijdverslag | 77' Šuker | Stade de la Beaujoire, Nantes Toeschouwers: 35.500 Scheidsrechter: Ramesh Ramdhan ( Trinidad en Tobago) |

|                                              |                                                |                  |         |                                                                                          |
| 21 juni 1998 «onderlinge duels» 17:30 (MEZT) | Argentinië                                     | 5 – 0            | Jamaica | Parc des Princes, Parijs Toeschouwers: 45.000 Scheidsrechter: Rune Pedersen ( Noorwegen) |
| 21 juni 1998 «onderlinge duels» 17:30 (MEZT) | Ortega 31', 55' Batistuta 72', 80', 82' (pen.) | Wedstrijdverslag |         | Parc des Princes, Parijs Toeschouwers: 45.000 Scheidsrechter: Rune Pedersen ( Noorwegen) |

|                                              |            |                  |         |                                                                                     |
| 26 juni 1998 «onderlinge duels» 16:00 (MEZT) | Argentinië | 1 – 0            | Kroatië | Parc Lescure, Bordeaux Toeschouwers: 31.800 Scheidsrechter: Said Belqola ( Marokko) |
| 26 juni 1998 «onderlinge duels» 16:00 (MEZT) | Pineda 36' | Wedstrijdverslag |         | Parc Lescure, Bordeaux Toeschouwers: 31.800 Scheidsrechter: Said Belqola ( Marokko) |

|                                              |              |                  |                   |                                                                                        |
| 26 juni 1998 «onderlinge duels» 16:00 (MEZT) | Japan        | 1 – 2            | Jamaica           | Stade de Gerland, Lyon Toeschouwers: 39.100 Scheidsrechter: Günter Benkö ( Oostenrijk) |
| 26 juni 1998 «onderlinge duels» 16:00 (MEZT) | Nakayama 74' | Wedstrijdverslag | 39', 54' Whitmore | Stade de Gerland, Lyon Toeschouwers: 39.100 Scheidsrechter: Günter Benkö ( Oostenrijk) |

## Knock-outfase
|  | Achtste finale        | Achtste finale     |                       |       | Kwartfinale  | Kwartfinale  |                  |                  | Halve finale | Halve finale |  |  | Finale | Finale |
|  |                       |                    |                       |       |              |              |                  |                  |              |              |  |  |        |        |
|  | 28 juni – Lens        |                    |                       |       |              |              |                  |                  |              |              |  |  |        |        |
|  |                       |                    |                       |       |              |              |                  |                  |              |              |  |  |        |        |
|  | Frankrijk             | 1                  |                       |       |              |              |                  |                  |              |              |  |  |        |        |
|  | Frankrijk             | 1                  | 3 juli – Saint-Denis  |       |              |              |                  |                  |              |              |  |  |        |        |
|  | Paraguay              | 0                  |                       |       |              |              |                  |                  |              |              |  |  |        |        |
|  | Paraguay              | 0                  | Frankrijk             | 0 (4) |              |              |                  |                  |              |              |  |  |        |        |
|  | 27 juni – Marseille   |                    | Frankrijk             | 0 (4) |              |              |                  |                  |              |              |  |  |        |        |
|  |                       | Italië             | 0 (3)                 |       |              |              |                  |                  |              |              |  |  |        |        |
|  | Italië                | Italië             | 0 (3)                 | 1     |              |              |                  |                  |              |              |  |  |        |        |
|  | Italië                |                    | 8 juli – Saint-Denis  | 1     |              |              |                  |                  |              |              |  |  |        |        |
|  | Noorwegen             | 0                  |                       |       |              |              |                  |                  |              |              |  |  |        |        |
|  | Noorwegen             | 0                  | Frankrijk             | 2     |              |              |                  |                  |              |              |  |  |        |        |
|  | 30 juni – Bordeaux    |                    | Frankrijk             | 2     |              |              |                  |                  |              |              |  |  |        |        |
|  |                       | Kroatië            | 1                     |       |              |              |                  |                  |              |              |  |  |        |        |
|  | Kroatië               | Kroatië            | 1                     | 1     |              |              |                  |                  |              |              |  |  |        |        |
|  | Kroatië               | 4 juli – Lyon      |                       | 1     |              |              |                  |                  |              |              |  |  |        |        |
|  | Roemenië              | 0                  |                       |       |              |              |                  |                  |              |              |  |  |        |        |
|  | Roemenië              | 0                  | Kroatië               | 3     |              |              |                  |                  |              |              |  |  |        |        |
|  | 29 juni – Montpellier |                    | Kroatië               | 3     |              |              |                  |                  |              |              |  |  |        |        |
|  |                       | Duitsland          | 0                     |       |              |              |                  |                  |              |              |  |  |        |        |
|  | Mexico                | Duitsland          | 0                     | 1     |              |              |                  |                  |              |              |  |  |        |        |
|  | Mexico                |                    | 12 juli – Saint-Denis | 1     |              |              |                  |                  |              |              |  |  |        |        |
|  | Duitsland             | 2                  |                       |       |              |              |                  |                  |              |              |  |  |        |        |
|  | Duitsland             | 2                  | Frankrijk             | 3     |              |              |                  |                  |              |              |  |  |        |        |
|  | 27 juni – Parijs      |                    | Frankrijk             | 3     |              |              |                  |                  |              |              |  |  |        |        |
|  |                       | Brazilië           | 0                     |       |              |              |                  |                  |              |              |  |  |        |        |
|  | Brazilië              | Brazilië           | 0                     | 4     |              |              |                  |                  |              |              |  |  |        |        |
|  | Brazilië              | 3 juli – Nantes    |                       | 4     |              |              |                  |                  |              |              |  |  |        |        |
|  | Chili                 | 1                  |                       |       |              |              |                  |                  |              |              |  |  |        |        |
|  | Chili                 | 1                  | Brazilië              | 3     |              |              |                  |                  |              |              |  |  |        |        |
|  | 28 juni – Saint-Denis |                    | Brazilië              | 3     |              |              |                  |                  |              |              |  |  |        |        |
|  |                       | Denemarken         | 2                     |       |              |              |                  |                  |              |              |  |  |        |        |
|  | Denemarken            | Denemarken         | 2                     | 4     |              |              |                  |                  |              |              |  |  |        |        |
|  | Denemarken            |                    | 7 juli – Marseille    | 4     |              |              |                  |                  |              |              |  |  |        |        |
|  | Nigeria               | 1                  |                       |       |              |              |                  |                  |              |              |  |  |        |        |
|  | Nigeria               | 1                  | Brazilië              | 1 (4) |              |              |                  |                  |              |              |  |  |        |        |
|  | 29 juni – Toulouse    |                    | Brazilië              | 1 (4) |              |              |                  |                  |              |              |  |  |        |        |
|  |                       | Nederland          | 1 (2)                 |       | Derde plaats | Derde plaats |                  |                  |              |              |  |  |        |        |
|  | Nederland             | Nederland          | 1 (2)                 | 2     | Derde plaats | Derde plaats |                  |                  |              |              |  |  |        |        |
|  | Nederland             | 4 juli – Marseille | 4 juli – Marseille    | 2     |              |              | 11 juli – Parijs | 11 juli – Parijs |              |              |  |  |        |        |
|  | Joegoslavië           | 4 juli – Marseille | 4 juli – Marseille    | 1     |              |              | 11 juli – Parijs | 11 juli – Parijs |              |              |  |  |        |        |
|  | Joegoslavië           | Nederland          | 2                     | 1     | Kroatië      | 2            |                  |                  |              |              |  |  |        |        |
|  | 30 juni – St. Étienne | Nederland          | 2                     |       | Kroatië      | 2            |                  |                  |              |              |  |  |        |        |
|  |                       | Argentinië         | 1                     |       | Nederland    | 1            |                  |                  |              |              |  |  |        |        |
|  | Argentinië            | Argentinië         | 1                     | 2 (4) | Nederland    | 1            |                  |                  |              |              |  |  |        |        |
|  | Argentinië            |                    |                       | 2 (4) |              |              |                  |                  |              |              |  |  |        |        |
|  | Engeland              | 2 (3)              |                       |       |              |              |                  |                  |              |              |  |  |        |        |
|  | Engeland              | 2 (3)              |                       |       |              |              |                  |                  |              |              |  |  |        |        |

#### Achtste finale
Ten opzichte van het vorige WK plaatsten Brazilië, Italië, Duitsland, Nederland, Roemenië, Argentinië, Nigeria en Mexico zich opnieuw voor de achtste finales. Bulgarije en Spanje werden beiden uitgeschakeld door Paraguay, Saoedi-Arabië door zowel Frankrijk als Denemarken, De Verenigde Staten en Zwitserland door respectievelijk Joegoslavië en Noorwegen. De plaatsen van Zweden, Ierland en België werden ingenomen door Noorwegen, Chili en Kroatië.
Tien Europese landen plaatsten zich voor de achtste finales, evenveel als het vorige WK. Zuid-Amerika ging van twee naar vier deelnemers, Noord-Amerika van twee naar één, Azië verloor haar zetel van het vorige WK.

##### Italië - Noorwegen
Italië tegen Noorwegen was een wedstrijd tussen twee behoudende teams, waarbij Italië na bijna twintig minuten op een 1-0 voorsprong kwam door een doelpunt van Christian Vieri, die in een tegenaanval sterker was dan de Noorse verdediging. Het was alweer het vijfde doelpunt van Vieri, die daarmee topscorer van het toernooi werd. Noorwegen probeerde het wel, maar verder dan een kopkans van Tore Andre Flo kwam de ploeg niet. Italië kon zijn favoriete spel spelen, de verdediging gaf weinig weg en in de tegenaanval mistte met name Alessandro Del Piero, die de voorkeur kreeg boven Roberto Baggio een aantal opgelegde kansen.
|                                              |           |                  |           |                                                                                              |
| 27 juni 1998 «onderlinge duels» 16:30 (MEZT) | Italië    | 1 – 0            | Noorwegen | Stade Vélodrome, Marseille Toeschouwers: 55.000 Scheidsrechter: Bernd Heynemann ( Duitsland) |
| 27 juni 1998 «onderlinge duels» 16:30 (MEZT) | Vieri 18' | Wedstrijdverslag |           | Stade Vélodrome, Marseille Toeschouwers: 55.000 Scheidsrechter: Bernd Heynemann ( Duitsland) |

##### Brazilië - Chili
Vooraf waren de verwachtingen hoog rond het duel, omdat Brazilië in de eerste ronde geen indruk maakt, terwijl Chileens voetbalelftal met Marcelo Salas en Ivan Zamorano een sterk aanvalskoppel had. In de eerste helft nam Brazilië al afstand van de Chilenen, het strafte matig verdedigen koeltjes af. opvallend was, dat twee doelpunten werden gescoord door de verdedigende aanvaller César Sampaio, Ronaldo scoorde uit een strafschop. In de tweede helft ging Brazilië steeds soepeler voetballen na het inbrengen van vleugelspeler Denison, die voor een recordbedrag was getransfereerd naar FC Sevilla. De beste kans was van Ronaldo, die na een snelle aanval op de paal schoot. Nadat Salas met zijn vierde doelpunt van het toernooi een tegentreffer produceerde, was het slotakkoord voor Ronaldo, hij bepaalde de eindstand op 4-1 na een aanval over verschillende schijven.
|                                              |                                           |                  |           |                                                                                       |
| 27 juni 1998 «onderlinge duels» 21:00 (MEZT) | Brazilië                                  | 4 – 1            | Chili     | Parc des Princes, Parijs Toeschouwers: 45.500 Scheidsrechter: Marc Batta ( Frankrijk) |
| 27 juni 1998 «onderlinge duels» 21:00 (MEZT) | Sampaio 11' 27' Ronaldo 45+1' (pen.), 70' | Wedstrijdverslag | 68' Salas | Parc des Princes, Parijs Toeschouwers: 45.500 Scheidsrechter: Marc Batta ( Frankrijk) |

##### Frankrijk - Paraguay
Zinédine Zidane was voor de laatste wedstrijd geschorst en zonder hem speelde Frankrijk een moeizame wedstrijd tegen het taaie Paraguay. Doelman José Luis Chilavert was niet te passeren, waarbij het opvallend was, dat na elke fout in de verdediging zijn ploeggenoten bestraffend toesprak. De beste kans in de eerste helft was voor Thierry Henry, hij schoot buiten bereik van Chilavert op de paal. In de tweede helft ging Frankrijk steeds wanhopiger op zoek naar een treffer en Paraguay was in de tegenaanval nauwelijks gevaarlijk. Uiteindelijk moest verdediger Laurent Blanc aan de pas komen om in de verlenging de "golden goal" te scoren. Paraguay was zes minuten verwijderd van de strafschoppenserie en de belangrijkste taak van Chilavert was zijn ontroostbare ploeggenoten van het veld te halen. Later werd Chilavert gekozen tot wereldkeeper van het jaar. Ondanks de redelijke prestaties van zijn team werd bondscoach Paulo Carpegian na het toernooi ontslagen.
|                                              |            |                  |          | |
| 28 juni 1998 «onderlinge duels» 16:30 (MEZT) | Frankrijk  | 1 – 0 (nv)       | Paraguay | Stade Félix Bollaert, Lens Toeschouwers: 38.100 Scheidsrechter: Ali Bujsaim ( Verenigde Arabische Emiraten) |
| 28 juni 1998 «onderlinge duels» 16:30 (MEZT) | Blanc 114' | Wedstrijdverslag |          | Stade Félix Bollaert, Lens Toeschouwers: 38.100 Scheidsrechter: Ali Bujsaim ( Verenigde Arabische Emiraten) |

##### Nigeria - Denemarken
Nigeria werd vooraf gezien als favoriet, het was Olympisch kampioen geworden, terwijl Denemarken een moeizame eerste ronde speelde. Echter na 12 minuten was de stand 2-0 voor Denemarken, PSV-aanvaller Peter Møller scoorde eerst na een subtiel hakje van Michael Laudrup en de doelman Peter Rufai was niet klemvast bij een vrije trap van Möller, waarna Brian Laudrup profiteerde. Na een half uur herstelde Nigeria zich, waarbij Jay Jay Okocha zich onderscheidde met onnavolgbare acties, die echter geen rendement opleverde. In het begin van de tweede helft heerste Denemarken, waarbij Brian Laudrup de lat raakte na een afzwaaiende bal op afstand. Na 60 minuten werd Möller vervangen, waarna zijn vervanger Ebbe Sand scoorde, nadat hij 30 seconden in het veld stond. De eindstand werd uiteindelijk bepaald op 4-1 voor Denemarken, waarbij Thomas Helveg profiteerde van mistasten van Rufai en een tegentreffer van Tijjani Babangida. Nigeria ging met een zware nederlaag naar huis, later kwamen beschuldigingen dat de spelers meer bezig waren met vrouwelijke fans dan met de wedstrijd.
|                                              |               |                  |                                              |                                                                                            |
| 28 juni 1998 «onderlinge duels» 21:00 (MEZT) | Nigeria       | 1 – 4            | Denemarken                                   | Stade de France, Saint-Denis Toeschouwers: 77.000 Scheidsrechter: Urs Meier ( Zwitserland) |
| 28 juni 1998 «onderlinge duels» 21:00 (MEZT) | Babangida 78' | Wedstrijdverslag | 3' Møller 12' B. Laudrup 60' Sand 76' Helveg | Stade de France, Saint-Denis Toeschouwers: 77.000 Scheidsrechter: Urs Meier ( Zwitserland) |

##### Duitsland - Mexico
In de eerste helft had Duitsland de beste mogelijkheden, de beste was voor Oliver Bierhoff, die op de lat kopte. In het begin van de tweede helft sloeg Mexico toe, Luis Hernández omspeelde de Duitse verdediging en maakte zijn vierde doelpunt van het toernooi. Mexico kreeg een grote mogelijkheid om de voorsprong te vergroten, invaller Jesús Arellano schoot na een lange solo op de paal, terwijl in de rebound de inzet van Hernández door doelman Andreas Köpke werd gestuit. Zoals zo vaak in de historie was bewezen, had Duitsland weer een lange adem, een kwartier voor tijd leverde de Mexicaanse verdediger Raul Lara leverde de bal in bij Jürgen Klinsmann, die de gelijkmaker maakte. In de 86e minuut zorgde Oliver Bierhoff voor de beslissing, hij scoorde met het hoofd de beslissende treffer.
|                                              |                            |                  |               | |
| 29 juni 1998 «onderlinge duels» 16:30 (MEZT) | Duitsland                  | 2 – 1            | Mexico        | Stade de la Mosson, Montpellier Toeschouwers: 29.800 Scheidsrechter: Vítor Melo Pereira ( Portugal) |
| 29 juni 1998 «onderlinge duels» 16:30 (MEZT) | Klinsmann 75' Bierhoff 86' | Wedstrijdverslag | 47' Hernández | Stade de la Mosson, Montpellier Toeschouwers: 29.800 Scheidsrechter: Vítor Melo Pereira ( Portugal) |

##### Nederland - Joegoslavië
Bondscoach Guus Hiddink voerde in de wedstrijd tegen Joegoslavië één wijziging door ten opzichte van de vorige wedstrijd, hij wisselde Wim Jonk voor Clarence Seedorf om meer fysieke kracht op het middenveld in te zetten, Philip Cocu bleef in de aanval spelen, waardoor de van een schorsing vrijgestelde Patrick Kluivert op de bank bleef zitten. Nederland had in de eerste helft de beste mogelijkheden, Seedorf en Bergkamp misten kansen. Vlak voor rust lanceerde Frank de Boer met een lange bal Dennis Bergkamp, hij schudde verdediger Branko Brnović van zich af en scoorde, waarbij de Joegoslavische doelman Ivica Kralj een ongelukkige indruk maakte. Dankzij dat doelpunt was Bergkamp samen met Faas Wilkes topscorer aller tijden van het Nederlands elftal geworden. In het begin van de tweede helft maakte verdediger Slobodan Komljenović de gelijkmaker, hij kon bij een standaardsituatie ongehinderd inkoppen. Nederland was van slag en kreeg een strafschop tegen, omdat Jaap Stam in het strafschopgebied het shirt van Vladimir Jugović lichtjes toucheerde. De strafschop van Predrag Mijatović werd keihard op de lat geschoten en vlak daarna ontsnapte Nederland opnieuw: Dennis Bergkamp ging met zijn noppen op de buik van Siniša Mihajlović staan, de overtreding werd niet bestraft met rood. Na deze momenten herstelde Nederland zich en kreeg het opnieuw goede kansen via Seedorf, Cocu en Overmars. In de tweede minuut van de blessuretijd schoot Edgar Davids de winnende treffer. De vreugde bij het elftal was groot, al leverde de vreugde nog een incident op, doelman Edwin van der Sar werd zo zwaar geknuffeld door Winston Bogarde, dat hij geen lucht meer kreeg en zich woest losrukte. Innig was de omhelzing tussen Guus Hiddink en Edgar Davids, twee jaar daarvoor had coach Hiddink Davids verwijderd uit het Nederlands Elftal na beledigende opmerkingen, nu scoorde Davids na twee jaar absentie de winnende treffer.
|                                              |                           |                  |                 |                                                                                               |
| 29 juni 1998 «onderlinge duels» 21:00 (MEZT) | Nederland                 | 2 – 1            | Joegoslavië     | Stade de Toulouse, Toulouse Toeschouwers: 33.500 Scheidsrechter: José Garcia Aranda ( Spanje) |
| 29 juni 1998 «onderlinge duels» 21:00 (MEZT) | Bergkamp 38' Davids 90+2' | Wedstrijdverslag | 48' Komljenović | Stade de Toulouse, Toulouse Toeschouwers: 33.500 Scheidsrechter: José Garcia Aranda ( Spanje) |

##### Roemenië - Kroatië
Beide ploegen hanteerden een behoudende tactiek, waardoor er weinig kansen ontstonden. Vlak voor rust mocht de Kroatische topschutter Davor Šuker aanleggen van een strafschop, hij benutte de strafschop, maar moest over genomen worden, omdat een medespeler te vroeg in het strafschopgebied inliep. Ook de tweede strafschop werd feilloos ingeschoten. Na rust kon Roemenië geen vuist maken en Kroatië bleef makkelijk overeind. Het was de eerste keer sinds Oost-Duitsland in 1974, dat een debuterend land de kwartfinales haalde.
|                                              |          |                  |                    |                                                                                            |
| 30 juni 1998 «onderlinge duels» 16:30 (MEZT) | Roemenië | 0 – 1            | Kroatië            | Parc Lescure, Bordeaux Toeschouwers: 31.800 Scheidsrechter: Javier Castrilli ( Argentinië) |
| 30 juni 1998 «onderlinge duels» 16:30 (MEZT) |          | Wedstrijdverslag | 45+2' (pen.) Šuker | Parc Lescure, Bordeaux Toeschouwers: 31.800 Scheidsrechter: Javier Castrilli ( Argentinië) |

##### Argentinië - Engeland
Engeland tegen Argentinië was hun eerste ontmoeting, sinds Engeland op het WK in 1986 werd uitgeschakeld mede dankzij een bewuste handsbal van Diego Maradona, er was veel rivaliteit tussen beide teams en ook de Falklandoorlog was nog niet vergeten. Onder de toeschouwers was Mick Jagger zanger van the Rolling Stones aanwezig, hij had een rustdag tijdens een Europese tournee en besloot Engeland aan te moedigen. Argentinië kwam snel op een voorsprong, nadat Diego Simeone licht werd neergehaald door doelman David Seaman, de strafschop werd benut door Gabriel Batistuta, zijn vijfde doelpunt van het toernooi. Daarna ging alle aandacht naar de 18-jarige spits van FC Liverpool Michael Owen, eerst werd een rush gestuit door de Argentijnse verdediging door een overtreding, Alan Shearer maakte de gelijkmaker. Vlak daarna onderschepte David Beckham een Argentijnse aanval, speelde Michael Owen aan, die met een snelle rush de Argentijnse verdediging uitschakelde en afrondde. Engeland kreeg kansen op een 3-1 voorsprong, maar Paul Scholes en Paul Ince miste goede kansen. Vlak voor rust maakte Argentinië de gelijkmaker, bij een ingestudeerde vrije trap werd Javier Zanetti vrijgespeeld en schoot raak. Vroeg in de tweede helft raakte Engeland David Beckham kwijt, terwijl hij op de grond lag tikte hij Diego Simeone lichtjes aan, die op de grond ging liggen. Engeland besteedde nu meer aandacht aan de verdediging, maar de Argentijnen konden weinig kansen creëren, de beste kans was voor Engeland, toen Sol Campbell raak kopte, maar het doelpunt werd afgekeurd vanwege vermeend hinderen van Alan Shearer op doelman Rojas. Terwijl Campbell nog aan het juichen was, liet de scheidsrechter doorspelen, hetgeen bijna een Argentijns doelpunt opleverde. In de verlenging werd er niet gescoord en in de strafschoppen miste David Batty de beslissende strafschop namens Engeland. Engeland was uitgeschakeld en de schuld werd gezocht bij David Beckham, die de zondebok was voor de Britse pers.
|                                              |                                   |                  |                                | |
| 30 juni 1998 «onderlinge duels» 21:00 (MEZT) | Argentinië                        | 2 – 2 (nv)       | Engeland                       | Stade Geoffroy-Guichard, Saint-Étienne Toeschouwers: 30.600 Scheidsrechter: Kim Milton Nielsen ( Denemarken) |
| 30 juni 1998 «onderlinge duels» 21:00 (MEZT) | Batistuta 6' (pen.) Zanetti 45+1' | Wedstrijdverslag | 10' (pen.) Shearer 16' Owen    | Stade Geoffroy-Guichard, Saint-Étienne Toeschouwers: 30.600 Scheidsrechter: Kim Milton Nielsen ( Denemarken) |
| 30 juni 1998 «onderlinge duels» 21:00 (MEZT) | Strafschoppen                     |                  |                                | Stade Geoffroy-Guichard, Saint-Étienne Toeschouwers: 30.600 Scheidsrechter: Kim Milton Nielsen ( Denemarken) |
| 30 juni 1998 «onderlinge duels» 21:00 (MEZT) | Berti Crespo Verón Gallardo Ayala | 4 – 3            | Shearer Ince Merson Owen Batty | Stade Geoffroy-Guichard, Saint-Étienne Toeschouwers: 30.600 Scheidsrechter: Kim Milton Nielsen ( Denemarken) |

#### Kwartfinale
Ten opzichte van het vorige WK plaatsten Brazilië, Italië, Nederland en Duitsland zich opnieuw voor de kwartfinales, Roemenië werd uitgeschakeld door Kroatië, de plaatsen van Zweden, Bulgarije en Spanje werden ingenomen door Frankrijk, Denemarken en Argentinië.
Europa verloor één deelnemer (van zeven naar zes) ten voordele van Zuid-Amerika (van één naar twee).

##### Frankrijk - Italië
Bij Frankrijk speelde Zinedine Zidane voor de eerste keer mee na zijn schorsing en hij miste al na vijf minuten een goede kans. Vlak daarna miste Emmanuel Petit uit een hoekschop en Patrick Vieira kon scoren namens Frankrijk, maar vrij snel na de openingsfase ontstond er een patstelling tijdens de wedstrijd. Beide ploegen durfden weinig risico te nemen en de aanvallers konden weinig uitrichten. De beste mogelijkheden waren voor Youri Djorkaeff vlak voor rust (hij raakte de bal niet goed) en in de verlenging kon invaller Roberto Baggio net niet "the golden goal` maken. In de strafschoppen misten eerst Bixente Lizarazu namens Frankrijk en Demetrio Albertini namens Italië. De laatste strafschop miste de Italiaan Luigi Di Biagio door op de lat te schieten. Voor de derde achtereenvolgende keer werd Italië uitgeschakeld na strafschoppen. Bondscoach Cesare Maldini nam ontslag na onophoudelijke kritiek op het defensieve spel van Italië, oud-doelman Dino Zoff volgde hem op.
|                                             |                                       |            |                                                |                                                                                            |
| 3 juli 1998 «onderlinge duels» 16:30 (MEZT) | Frankrijk                             | 0 – 0 (nv) | Italië                                         | Stade de France, Saint-Denis Toeschouwers: 77.000 Scheidsrechter: Hugh Dallas ( Schotland) |
| 3 juli 1998 «onderlinge duels» 16:30 (MEZT) | Wedstrijdverslag                      |            |                                                | Stade de France, Saint-Denis Toeschouwers: 77.000 Scheidsrechter: Hugh Dallas ( Schotland) |
| 3 juli 1998 «onderlinge duels» 16:30 (MEZT) | Strafschoppen                         |            |                                                | Stade de France, Saint-Denis Toeschouwers: 77.000 Scheidsrechter: Hugh Dallas ( Schotland) |
| 3 juli 1998 «onderlinge duels» 16:30 (MEZT) | Zidane Lizarazu Trezeguet Henry Blanc | 4 – 3      | R. Baggio Albertini Costacurta Vieri Di Biagio | Stade de France, Saint-Denis Toeschouwers: 77.000 Scheidsrechter: Hugh Dallas ( Schotland) |

##### Brazilië - Denemarken
Zowel Brazilië als Denemarken was de aanval het sterkste kant van het elftal en niet de verdediging, hetgeen een wedstrijd van veel kansen en fouten opleverde. Al in de derde minuut kwam Denemarken op een 1-0 voorsprong, nadat de Braziliaanse verdediging niet snel reageerde op een snel genomen vrije trap: Martin Jørgensen scoorde na een voorzet van Brian Laudrup. Voor rust stond Brazilië met 2-1 voor door doelpunten van Bebeto en Rivaldo, waarbij Ronaldo de aangever was in plaats van de afmaker. Na rust dacht Roberto Carlos met een acrobatische beweging de bal in de verdediging weg te werken, maar door verkeerde timing kon Brian Laudrup de gelijkmaker scoren. In de 60e minuut passeerde de door de Deense verdediging vrijgelaten Rivaldo doelman Peter Schmeichel met een treffer van afstand. Vlak voor tijd gunde coach Mario Zagallo Rivaldo een publiekswissel, maar de Denen gaven nog niet op en vlak voor tijd kopte Marc Rieper op de paal. Denemarken nam afscheid van de broers Laudrup, Brian stopte als international en voor Michael was het zijn laatste wedstrijd als professional. Michael Laudrup werd later gekozen tot beste Deense voetballer van de twintigste eeuw.
|                                             |                             |                  |                             |                                                                                                |
| 3 juli 1998 «onderlinge duels» 21:00 (MEZT) | Brazilië                    | 3 – 2            | Denemarken                  | Stade de la Beaujoire, Nantes Toeschouwers: 35.500 Scheidsrechter: Gamal Al-Ghandour ( Egypte) |
| 3 juli 1998 «onderlinge duels» 21:00 (MEZT) | Bebeto 11' Rivaldo 27', 60' | Wedstrijdverslag | 2' Jørgensen 50' B. Laudrup | Stade de la Beaujoire, Nantes Toeschouwers: 35.500 Scheidsrechter: Gamal Al-Ghandour ( Egypte) |

##### Nederland - Argentinië
Guus Hiddink gaf tegen Argentinië weer de voorkeur van Wim Jonk boven Clarence Seedorf en Patrick Kluivert stond weer in de aanval. Nederland had een sterke start, Wim Jonk schoot op de paal en Patrick Kluivert scoorde, nadat Dennis Bergkamp hem lanceerde door de bal koppend naar hem toe te spelen. Na vijf minuten was de stand alweer gelijk, de buitenspelval bij Nederland functioneerde niet en twee Argentijnen stonden volledig vrij voor doelman Edwin van der Sar, Claudio López zorgde voor de gelijkmaker. Beide teams kregen in de eerste helft genoeg kansen om op voorsprong te komen, de beste kans was voor Argentinië: Ariel Ortega schoot van grote afstand op de paal. In de tweede helft was Nederland de meer aanvallende ploeg, maar in de tegenaanval had Argentinië op voorsprong kunnen komen: Gabriel Batistuta raakte de paal. In de 76e minuut raakte Nederland Arthur Numan kwijt, in een botsing met Diego Simeone ontving hij de tweede gele kaart. Met een numerieke meerderheid trok Argentinië de wedstrijd naar zich toe, Daniël Ortega viel over het been van Jaap Stam, maar de scheidsrechter oordeelde, dat het een "Schwalbe" was. Ortega ontving de gele kaart, van der Sar bemoeide zich met Ortega en die deelde een kopstoot uit; van der Sar viel theatraal op de grond en toen speelde Argentinië ook met tien man. Meteen daarna lanceerde Frank de Boer met een lange bal Dennis Bergkamp die de bal in één keer aannam, hij kapte Roberto Ayala uit en versloeg doelman Carlos Roa: 2-1. Later werd het doelpunt uitgekozen tot mooiste doelpunt van het toernooi.
|                                             |                           |                  |            |                                                                                                |
| 4 juli 1998 «onderlinge duels» 16:30 (MEZT) | Nederland                 | 2 – 1            | Argentinië | Stade Vélodrome, Marseille Toeschouwers: 55.000 Scheidsrechter: Arturo Brizio Carter ( Mexico) |
| 4 juli 1998 «onderlinge duels» 16:30 (MEZT) | Kluivert 12' Bergkamp 89' | Wedstrijdverslag | 17' López  | Stade Vélodrome, Marseille Toeschouwers: 55.000 Scheidsrechter: Arturo Brizio Carter ( Mexico) |

##### Duitsland - Kroatië
Voor de tweede achtereenvolgende keer streden Duitsland en Kroatië om een plaats in de halve finales in een groot internationaal toernooi. Destijds won Duitsland met 2-1 op het EK in Engeland. Aanvankelijk kregen de Duitsers de beste kansen en speelde Kroatië afwachtend. Het keerpunt van de wedstrijd was een rode kaart van de Duitser Christian Wörns, die met een stevige overtreding Davor Šuker belette van een scoringsmogelijkheid. Vlak voor rust profiteerde Kroatië van de numerieke veldmeerderheid, Robert Jarni zorgde voor de voorsprong. In de tweede helft konden de Kroaten hun favoriete spel spelen en misten veel kansen, Duitsland was alleen gevaarlijk, toen doelman Dražen Ladić een schot van Oliver Bierhoff onschadelijk maakte. In de slotfase werd de wedstrijd beslist door doelpunten van Goran Vlaović en Davor Šuker. Kroatië was het eerste debuterende land, dat de halve finales haalde van het WK sinds Portugal in 1966. Voor Jürgen Klinsmann was het zijn laatste wedstrijd als professional speler, hij maakte in drie WK's 11 doelpunten.
|                                             |           |                  |                                   |                                                                                        |
| 4 juli 1998 «onderlinge duels» 21:00 (MEZT) | Duitsland | 0 – 3            | Kroatië                           | Stade de Gerland, Lyon Toeschouwers: 39.100 Scheidsrechter: Rune Pedersen ( Noorwegen) |
| 4 juli 1998 «onderlinge duels» 21:00 (MEZT) |           | Wedstrijdverslag | 45+3' Jarni 80' Vlaović 85' Šuker | Stade de Gerland, Lyon Toeschouwers: 39.100 Scheidsrechter: Rune Pedersen ( Noorwegen) |

Voor de halve finales plaatsen zich drie Europese en één Zuid-Amerikaans land, hetzelfde als in 1994. Brazilië was er opnieuw bij, Italië werd uitgeschakeld door Frankrijk, Nederland en Kroatië namen de plaatsen in van Zweden en Bulgarije.

#### Halve finale

##### Brazilië - Nederland
Nederland kende personele problemen voor de halve finale. Linksback Arthur Numan was geschorst en zijn beoogde vervanger Winston Bogarde raakte ernstig geblesseerd op de training. Linksbuiten Boudewijn Zenden werd de vervanger. Ook Marc Overmars was geblesseerd geraakt. Na een gelijkopgaande eerste helft zonder veel hoogtepunten ontbrandde de tweede helft in de eerste minuut: Brazilië scoorde via Ronaldo en Nederland stond voor het eerst op achterstand in het toernooi. Het kreeg via Patrick Kluivert kansen op de gelijkmaker, maar moest tegelijkertijd uitkijken voor enkele tegenaanvallen van de Brazilianen. Zo redde Edgar Davids Nederland van een definitieve nederlaag door de vrij voor doelman Edwin van der Sar opkomende Ronaldo te hinderen, zodat de bal rakelings voorlangs ging. Ook Rivaldo kon vrij voor van der Sar niet scoren, nadat invaller Denílson daarvoor een sterke actie had gemaakt. Drie minuten voor tijd viel de gelijkmaker: Phillip Cocu veroverde de bal, speelde Ronald de Boer aan, die met een voorzet Patrick Kluivert koppend bediende: 1-1. In het restant van de reguliere speeltijd had Nederland hoop op de winnende treffer, maar het neerhalen van Pierre van Hooijdonk in het strafschopgebied werd niet beoordeeld als zijnde een strafschop. In de verlenging sloeg de vermoeidheid toe bij Nederland en hadden de Brazilianen de overhand. Met name Frank de Boer redde Nederland uit twee benarde situaties, hij kopte een inzet van Roberto Carlos over en hinderde een uitbraak van Ronaldo op het allerlaatste moment. In de strafschoppenserie stopte doelman Cláudio Taffarel de inzetten van Phillip Cocu en Ronald de Boer en plaatste de Brazilianen zich opnieuw voor de finale. Nederland was inmiddels een strafschoppentrauma aan het opbouwen, in 1992 en 1996 verloor Nederland eveneens de serie.
|                                             |                               |                  |                                     | |
| 7 juli 1998 «onderlinge duels» 21:00 (MEZT) | Brazilië                      | 1 – 1 (nv)       | Nederland                           | Stade Vélodrome, Marseille Toeschouwers: 54.000 Scheidsrechter: Ali Bujsaim ( Verenigde Arabische Emiraten) |
| 7 juli 1998 «onderlinge duels» 21:00 (MEZT) | Ronaldo 46'                   | Wedstrijdverslag | 87' Kluivert                        | Stade Vélodrome, Marseille Toeschouwers: 54.000 Scheidsrechter: Ali Bujsaim ( Verenigde Arabische Emiraten) |
| 7 juli 1998 «onderlinge duels» 21:00 (MEZT) | Strafschoppen                 |                  |                                     | Stade Vélodrome, Marseille Toeschouwers: 54.000 Scheidsrechter: Ali Bujsaim ( Verenigde Arabische Emiraten) |
| 7 juli 1998 «onderlinge duels» 21:00 (MEZT) | Ronaldo Rivaldo Emerson Dunga | 4 – 2            | F. de Boer Bergkamp Cocu R. de Boer | Stade Vélodrome, Marseille Toeschouwers: 54.000 Scheidsrechter: Ali Bujsaim ( Verenigde Arabische Emiraten) |

##### Frankrijk - Kroatië
In de eerste helft zorgde Zinedine Zidane namens Frankrijk voor de meeste opwinding met een aantal afstandsschoten, Kroatië begon zoals altijd afwachtend. In de tweede helft maakte Davor Šuker binnen een minuut de openingstreffer, waarbij hij te  veel ruimte kreeg van vleugelverdediger Lilian Thuram. Binnen een minuut maakte Thuram zijn fout goed door een verdedigingsfout van de Kroaten af te straffen. Frankrijk had nu controle over de wedstrijd, waarbij Thuram steeds voor aanvallende impulsen zorgde. Hij scoorde buiten het strafschopgebied na een zelf opgezette aanval en Kroatië was niet meer in staat een vuist te maken. Enige opwinding ontstond nog, toen Laurent Blanc uit het veld werd gestuurd na een klap op het gezicht van Slaven Bilić, die het nog erger maakte door hevig aangeslagen naar de grond te vallen. Blanc miste nu de finale. Voor Turam waren het zijn eerste doelpunten voor " Les Bleus", het zouden ze enige doelpunten blijven in 147 interlands.
|                                             |                 |                  |           |                                                                                                |
| 8 juli 1998 «onderlinge duels» 21:00 (MEZT) | Frankrijk       | 2 – 1            | Kroatië   | Stade de France, Saint-Denis Toeschouwers: 76.000 Scheidsrechter: José Garcia Aranda ( Spanje) |
| 8 juli 1998 «onderlinge duels» 21:00 (MEZT) | Thuram 47', 69' | Wedstrijdverslag | 46' Šuker | Stade de France, Saint-Denis Toeschouwers: 76.000 Scheidsrechter: José Garcia Aranda ( Spanje) |

#### Troostfinale
|                                              |            |                  |                          |                                                                                             |
| 11 juli 1998 «onderlinge duels» 21:00 (MEZT) | Nederland  | 1 – 2            | Kroatië                  | Parc des Princes, Parijs Toeschouwers: 45.500 Scheidsrechter: Epifanio González ( Paraguay) |
| 11 juli 1998 «onderlinge duels» 21:00 (MEZT) | Zenden 21' | Wedstrijdverslag | 13' Prosinečki 35' Šuker | Parc des Princes, Parijs Toeschouwers: 45.500 Scheidsrechter: Epifanio González ( Paraguay) |

#### Finale
De finale was opnieuw een confrontatie tussen Europa en Zuid-Amerika. Brazilië haalde opnieuw de finale, Italië werd uitgeschakeld door Frankrijk.
|                                              |          |                  |                               |                                                                                           |
| 12 juli 1998 «onderlinge duels» 21:00 (MEZT) | Brazilië | 0 – 3            | Frankrijk                     | Stade de France, Saint-Denis Toeschouwers: 80.000 Scheidsrechter: Said Belqola ( Marokko) |
| 12 juli 1998 «onderlinge duels» 21:00 (MEZT) |          | Wedstrijdverslag | 27', 45+1' Zidane 90+3' Petit | Stade de France, Saint-Denis Toeschouwers: 80.000 Scheidsrechter: Said Belqola ( Marokko) |

| 1998 Wereldkampioen    |
| ---------------------- |
|                        |
| FRANKRIJK Eerste titel |

## Toernooiranglijst
| \| Plaats \| Land \| Groep \| GW \| Win \| Gel \| Ver \| DV \| DT \| +/− \| Pnt \| \| ----------------------------------- \| ---------------- \| ----- \| -- \| --- \| --- \| --- \| -- \| -- \| --- \| --- \| \| 1 \| Frankrijk \| C \| 7 \| 6 \| 1 \| 0 \| 15 \| 2 \| +13 \| 19 \| \| 2 \| Brazilië \| A \| 7 \| 4 \| 1 \| 2 \| 14 \| 10 \| +4 \| 13 \| \| 3 \| Kroatië \| H \| 7 \| 5 \| 0 \| 2 \| 11 \| 5 \| +6 \| 15 \| \| 4 \| Nederland \| E \| 7 \| 3 \| 3 \| 1 \| 13 \| 7 \| +6 \| 12 \| \| Uitgeschakeld in de Kwartfinales \| \| \| \| \| \| \| \| \| \| \| \| 5 \| Italië \| B \| 5 \| 3 \| 2 \| 0 \| 8 \| 3 \| +5 \| 11 \| \| 6 \| Argentinië \| H \| 5 \| 3 \| 1 \| 1 \| 10 \| 4 \| +6 \| 10 \| \| 7 \| Duitsland \| F \| 5 \| 3 \| 1 \| 1 \| 8 \| 6 \| +2 \| 10 \| \| 8 \| Denemarken \| C \| 5 \| 2 \| 1 \| 2 \| 9 \| 7 \| +2 \| 7 \| \| Uitgeschakeld in de Achtste finales \| \| \| \| \| \| \| \| \| \| \| \| 9 \| Engeland \| G \| 4 \| 2 \| 1 \| 1 \| 7 \| 4 \| +3 \| 7 \| \| 10 \| Joegoslavië \| F \| 4 \| 2 \| 1 \| 1 \| 5 \| 4 \| +1 \| 7 \| \| 11 \| Roemenië \| G \| 4 \| 2 \| 1 \| 1 \| 4 \| 3 \| +1 \| 7 \| \| 12 \| Nigeria \| D \| 4 \| 2 \| 0 \| 2 \| 6 \| 9 \| −3 \| 6 \| \| 13 \| Mexico \| E \| 4 \| 1 \| 2 \| 1 \| 8 \| 7 \| +1 \| 5 \| \| 14 \| Paraguay \| D \| 4 \| 1 \| 2 \| 1 \| 3 \| 2 \| +1 \| 5 \| \| 15 \| Noorwegen \| A \| 4 \| 1 \| 2 \| 1 \| 5 \| 5 \| 0 \| 5 \| \| 16 \| Chili \| B \| 4 \| 0 \| 3 \| 1 \| 5 \| 8 \| −3 \| 3 \| \| Uitgeschakeld in de groepsfase \| \| \| \| \| \| \| \| \| \| \| \| 17 \| Spanje \| D \| 3 \| 1 \| 1 \| 1 \| 8 \| 4 \| +4 \| 4 \| \| 18 \| Marokko \| A \| 3 \| 1 \| 1 \| 1 \| 5 \| 5 \| 0 \| 4 \| \| 19 \| België \| E \| 3 \| 0 \| 3 \| 0 \| 3 \| 3 \| 0 \| 3 \| \| 20 \| Iran \| F \| 3 \| 1 \| 0 \| 2 \| 2 \| 4 \| −2 \| 3 \| \| 21 \| Colombia \| G \| 3 \| 1 \| 0 \| 2 \| 1 \| 3 \| −2 \| 3 \| \| 22 \| Jamaica \| H \| 3 \| 1 \| 0 \| 2 \| 3 \| 9 \| −6 \| 3 \| \| 23 \| Oostenrijk \| B \| 3 \| 0 \| 2 \| 1 \| 3 \| 4 \| −1 \| 2 \| \| 24 \| Zuid-Afrika \| C \| 3 \| 0 \| 2 \| 1 \| 3 \| 6 \| −3 \| 2 \| \| 25 \| Kameroen \| B \| 3 \| 0 \| 2 \| 1 \| 2 \| 5 \| −3 \| 2 \| \| 26 \| Tunesië \| G \| 3 \| 0 \| 1 \| 2 \| 1 \| 4 \| −3 \| 1 \| \| 27 \| Schotland \| A \| 3 \| 0 \| 1 \| 2 \| 2 \| 6 \| −4 \| 1 \| \| 28 \| Saoedi-Arabië \| C \| 3 \| 0 \| 1 \| 2 \| 2 \| 7 \| −5 \| 1 \| \| 29 \| Bulgarije \| D \| 3 \| 0 \| 1 \| 2 \| 1 \| 7 \| −6 \| 1 \| \| 30 \| Zuid-Korea \| E \| 3 \| 0 \| 1 \| 2 \| 2 \| 9 \| −7 \| 1 \| \| 31 \| Japan \| H \| 3 \| 0 \| 0 \| 3 \| 1 \| 4 \| −3 \| 0 \| \| 32 \| Verenigde Staten \| F \| 3 \| 0 \| 0 \| 3 \| 1 \| 5 \| −4 \| 0 \| |                  |       |    |     |     |     |    |    |     |     |
| Plaats | Land             | Groep | GW | Win | Gel | Ver | DV | DT | +/− | Pnt |
| 1 | Frankrijk        | C     | 7  | 6   | 1   | 0   | 15 | 2  | +13 | 19  |
| 2 | Brazilië         | A     | 7  | 4   | 1   | 2   | 14 | 10 | +4  | 13  |
| 3 | Kroatië          | H     | 7  | 5   | 0   | 2   | 11 | 5  | +6  | 15  |
| 4 | Nederland        | E     | 7  | 3   | 3   | 1   | 13 | 7  | +6  | 12  |
| Uitgeschakeld in de Kwartfinales |                  |       |    |     |     |     |    |    |     |     |
| 5 | Italië           | B     | 5  | 3   | 2   | 0   | 8  | 3  | +5  | 11  |
| 6 | Argentinië       | H     | 5  | 3   | 1   | 1   | 10 | 4  | +6  | 10  |
| 7 | Duitsland        | F     | 5  | 3   | 1   | 1   | 8  | 6  | +2  | 10  |
| 8 | Denemarken       | C     | 5  | 2   | 1   | 2   | 9  | 7  | +2  | 7   |
| Uitgeschakeld in de Achtste finales |                  |       |    |     |     |     |    |    |     |     |
| 9 | Engeland         | G     | 4  | 2   | 1   | 1   | 7  | 4  | +3  | 7   |
| 10 | Joegoslavië      | F     | 4  | 2   | 1   | 1   | 5  | 4  | +1  | 7   |
| 11 | Roemenië         | G     | 4  | 2   | 1   | 1   | 4  | 3  | +1  | 7   |
| 12 | Nigeria          | D     | 4  | 2   | 0   | 2   | 6  | 9  | −3  | 6   |
| 13 | Mexico           | E     | 4  | 1   | 2   | 1   | 8  | 7  | +1  | 5   |
| 14 | Paraguay         | D     | 4  | 1   | 2   | 1   | 3  | 2  | +1  | 5   |
| 15 | Noorwegen        | A     | 4  | 1   | 2   | 1   | 5  | 5  | 0   | 5   |
| 16 | Chili            | B     | 4  | 0   | 3   | 1   | 5  | 8  | −3  | 3   |
| Uitgeschakeld in de groepsfase |                  |       |    |     |     |     |    |    |     |     |
| 17 | Spanje           | D     | 3  | 1   | 1   | 1   | 8  | 4  | +4  | 4   |
| 18 | Marokko          | A     | 3  | 1   | 1   | 1   | 5  | 5  | 0   | 4   |
| 19 | België           | E     | 3  | 0   | 3   | 0   | 3  | 3  | 0   | 3   |
| 20 | Iran             | F     | 3  | 1   | 0   | 2   | 2  | 4  | −2  | 3   |
| 21 | Colombia         | G     | 3  | 1   | 0   | 2   | 1  | 3  | −2  | 3   |
| 22 | Jamaica          | H     | 3  | 1   | 0   | 2   | 3  | 9  | −6  | 3   |
| 23 | Oostenrijk       | B     | 3  | 0   | 2   | 1   | 3  | 4  | −1  | 2   |
| 24 | Zuid-Afrika      | C     | 3  | 0   | 2   | 1   | 3  | 6  | −3  | 2   |
| 25 | Kameroen         | B     | 3  | 0   | 2   | 1   | 2  | 5  | −3  | 2   |
| 26 | Tunesië          | G     | 3  | 0   | 1   | 2   | 1  | 4  | −3  | 1   |
| 27 | Schotland        | A     | 3  | 0   | 1   | 2   | 2  | 6  | −4  | 1   |
| 28 | Saoedi-Arabië    | C     | 3  | 0   | 1   | 2   | 2  | 7  | −5  | 1   |
| 29 | Bulgarije        | D     | 3  | 0   | 1   | 2   | 1  | 7  | −6  | 1   |
| 30 | Zuid-Korea       | E     | 3  | 0   | 1   | 2   | 2  | 9  | −7  | 1   |
| 31 | Japan            | H     | 3  | 0   | 0   | 3   | 1  | 4  | −3  | 0   |
| 32 | Verenigde Staten | F     | 3  | 0   | 0   | 3   | 1  | 5  | −4  | 0   |

## Statistieken
| Aantal wedstrijden               | 64        |
| Totaal aantal doelpunten         | 171       |
| Eigen doelpunten                 | 6         |
| Aantal rode kaarten              | 28        |
| Aantal gele kaarten              | 258       |
| Doelpuntgemiddelde per wedstrijd | 2,67      |
| Toeschouwerstotaal               | 2.785.100 |
| Toeschouwersgemiddelde           | 43.517    |

## Doelpuntenmakers
6 doelpunten
- Davor Šuker

5 doelpunten
- Gabriel Batistuta
- Christian Vieri

4 doelpunten
- Ronaldo
- Marcelo Salas
- Luis Hernández

3 doelpunten
- Bebeto
- César Sampaio
- Rivaldo
- Oliver Bierhoff
- Jürgen Klinsmann
- Thierry Henry
- Dennis Bergkamp

2 doelpunten
- Ariel Ortega
- Marc Wilmots
- Brian Laudrup
- Alan Shearer
- Michael Owen
- Emmanuel Petit
- Lilian Thuram
- Zinédine Zidane
- Roberto Baggio
- Theodore Whitmore
- Slobodan Komljenović
- Robert Prosinečki
- Salaheddine Bassir
- Abdeljalil Hadda
- Ricardo Peláez
- Phillip Cocu
- Ronald de Boer
- Patrick Kluivert
- Viorel Moldovan
- Fernando Hierro
- Fernando Morientes
- Shaun Bartlett

1 doelpunt
- Claudio López
- Mauricio Pineda
- Javier Zanetti
- Luc Nilis
- Emil Kostadinov
- José Luis Sierra
- Léider Preciado
- Thomas Helveg
- Martin Jørgensen
- Michael Laudrup
- Peter Møller
- Allan Nielsen
- Marc Rieper
- Ebbe Sand
- Andreas Möller
- Darren Anderton
- David Beckham
- Paul Scholes
- Laurent Blanc
- Youri Djorkaeff
- Christophe Dugarry
- Bixente Lizarazu
- David Trezeguet
- Mehdi Mahdavikia
- Hamid Estili
- Luigi Di Biagio
- Robbie Earle
- Masashi Nakayama
- Siniša Mihajlović
- Predrag Mijatović
- Dragan Stojković
- Patrick MBoma
- Pierre Njanka
- Robert Jarni
- Mario Stanić
- Goran Vlaović
- Mustapha Hadji
- Cuauhtémoc Blanco
- Alberto García Aspe
- Edgar Davids
- Marc Overmars
- Pierre van Hooijdonk
- Boudewijn Zenden
- Mutiu Adepoju
- Tijjani Babangida
- Victor Ikpeba
- Garba Lawal
- Sunday Oliseh
- Wilson Oruma
- Dan Eggen
- Håvard Flo
- Tore André Flo
- Kjetil Rekdal
- Andreas Herzog
- Toni Polster
- Ivica Vastić
- Celso Ayala
- Miguel Ángel Benítez
- José Cardozo
- Adrian Ilie
- Dan Petrescu
- Sami Al-Jaber
- Yousuf Al-Thunayan
- Craig Burley
- John Collins
- Kiko
- Luis Enrique
- Raúl
- Skander Souayah
- Brian McBride
- Benedict McCarthy
- Ha Seok-ju
- Yoo Sang-chul

Eigen doelpunten
- Georgi Bachev (Tegen  Spanje)
- Siniša Mihajlović (Tegen  Duitsland)
- Youssef Chippo (Tegen  Noorwegen)
- Tom Boyd (Tegen  Brazilië)
- Andoni Zubizarreta (Tegen  Nigeria)
- Pierre Issa (Tegen  Frankrijk)

Stade de France (Saint-Denis) · Stade Vélodrome (Marseille) · Parc des Princes (Parijs) · Stade Bollaert-Delelis (Lens) · Stade de Gerland (Lyon) · Stadium de Toulouse (Toulouse) · Stade Geoffroy-Guichard (Saint-Étienne) · Parc Lescure (Bordeaux) · Stade de la Mosson (Montpellier) · Stade de la Beaujoire (Nantes)